# 堀川 (名古屋市)
堀川（ほりかわ）は、愛知県名古屋市を流れる庄内川水系の一級河川。
江戸時代初期の名古屋開府に際して、建築資材運搬用の運河として伊勢湾から名古屋城付近まで開削されたことがそのルーツとされる。その後、明治初期において庄内川からの取水を開始し、庄内川水系に属する形となった。また堀川の一部の区間は、その成立の経緯から黒川（くろかわ）とも呼ばれ、流域の地名（黒川本通）にもなっている。
本項では、2012年時点において水源を同じくする庄内用水（しょうないようすい）に関しても併せて記述する。

## 地理
愛知県名古屋市守山区にて庄内川から取水する形で始まり、矢田川を地下水路で伏越した後、名古屋城のある南西方向へ流れる。名古屋城を北側から西側に回り込んだ後、名古屋市中心部を南方向へ流れて伊勢湾（名古屋港）に注ぐ。

### 流路

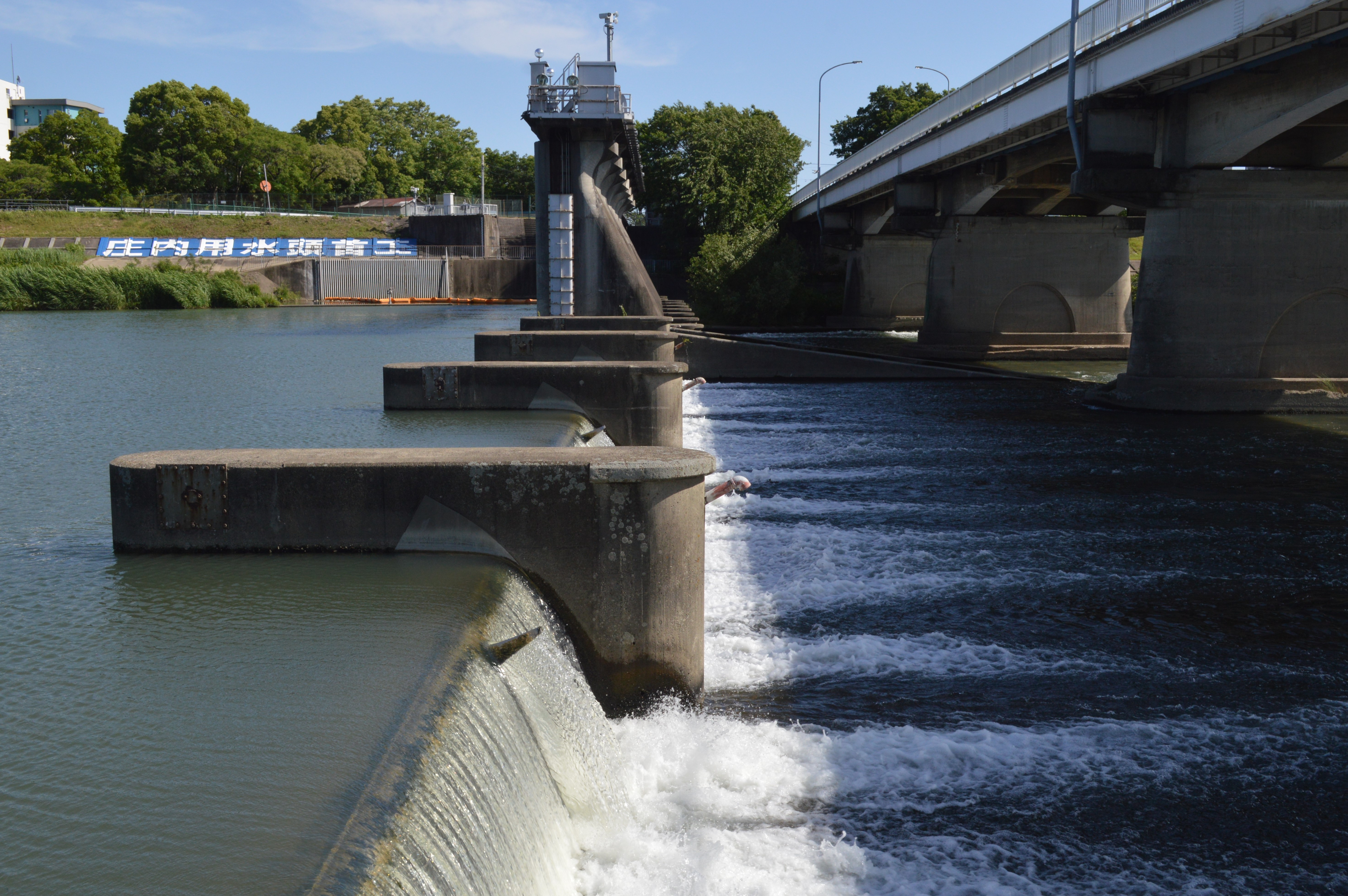
庄内用水頭首工（守山区）

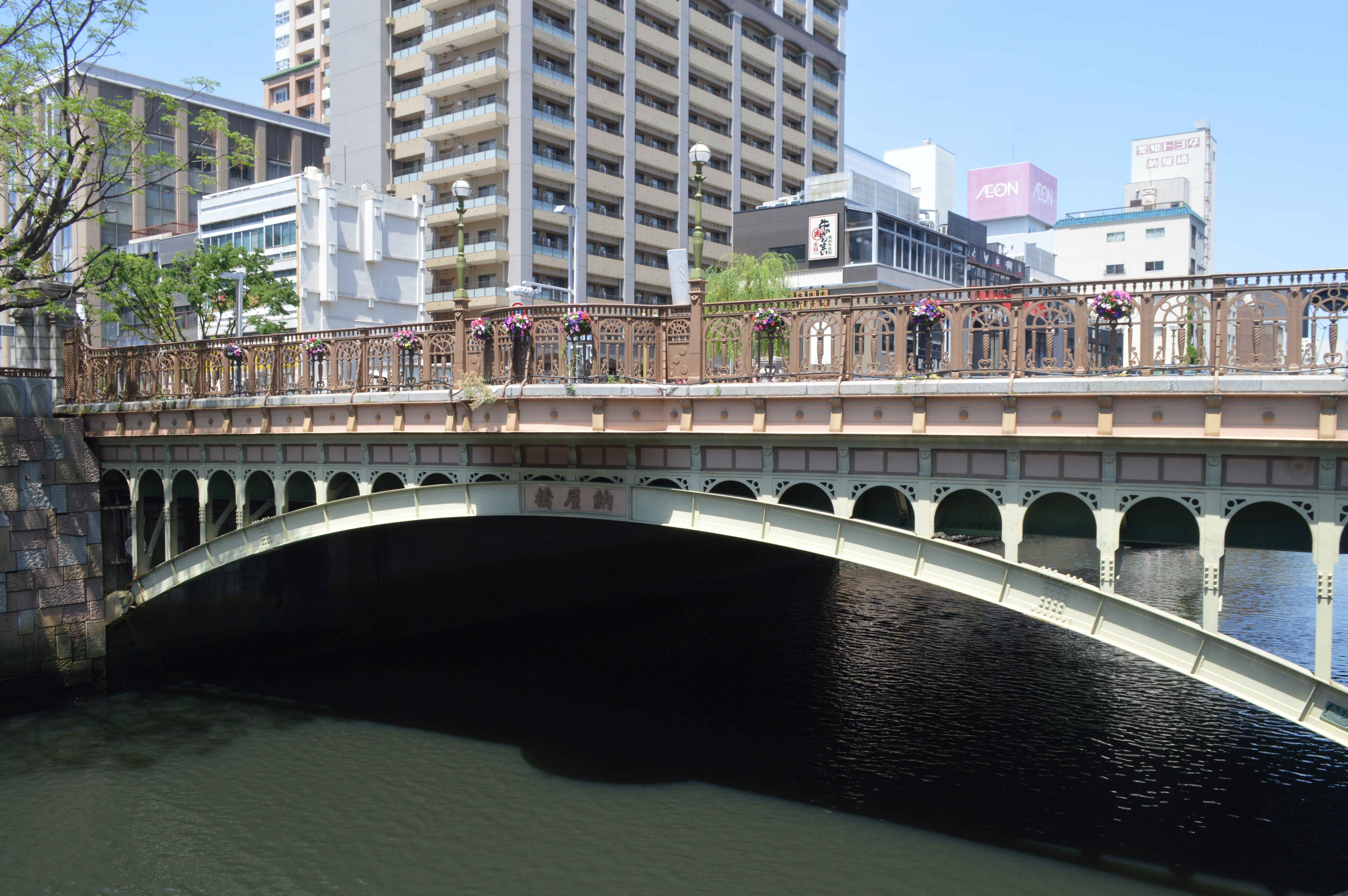
納屋橋（中村区）

庄内川の水分橋東側に所在する庄内用水頭首工においてせき止められた水を庄内用水元杁樋門より取水し、水路は庄内用水として南下する。矢田川の地下を三階橋東側に所在するトンネル（伏越）でくぐり、トンネル出口の三階橋ポンプ場内で農業用水である庄内用水と分岐する。水量調整用の水門である黒川樋門から通称「黒川」として名古屋城周辺まで南西方向に流れる。名古屋城を北側から西側に回りこ込んだ後、朝日橋以降は「堀川」としてほぼ南方向に流れ、河口の名古屋港（伊勢湾）に至る。途中、熱田区の七里の渡し付近にて新堀川と合流する。かつては松重閘門（中川区）において中川運河とも連絡していたが、2012年時点で閘門水路は埋め立てが行われており、船舶による往来はできない。
庄内用水は、三階橋ポンプ場内で黒川と分離した後、ほぼ矢田川、庄内川に並行する形で流れる。
名古屋城周辺から熱田までの区間は、熱田台地（名古屋台地）の西側に沿う形で流れている。このため総じて川の左岸（東側）が右岸（西側）よりも高くなっている。黒川部分の途中、猿投橋において流れに約3.8mの段差が生じており、それ以降の下流域は伊勢湾の潮汐の影響を受け、満潮時には流れの逆行も起こる感潮域となっている。また、堀川の水深は潮の干満で1 - 3m程度変化する。
発祥の経緯のとおり、特に朝日橋より下流の「堀川」は名古屋港の一部として指定され河川管理を名古屋港管理組合が主管しているなど、川というよりは運河としての性格が強い。

### 流域の自治体
2013年時点で、堀川・庄内用水とも全て名古屋市の行政区内のみを流れる。このため、流域における気候については名古屋市のそれに準ずることとなる。
以下、上流から下流の順に記述する。なお流域で堀川が名古屋市各行政区の境とのみなっている場合には、右岸・左岸の別を付記した。
堀川
守山区 - 北区 - 西区 - 中区（左岸） - 中村区（右岸） - 中川区（右岸） - 熱田区 - 南区（左岸） - 港区
庄内用水
守山区 - 北区 - 西区 - 中村区 - 中川区 - 港区

## 歴史

### 堀川の開削

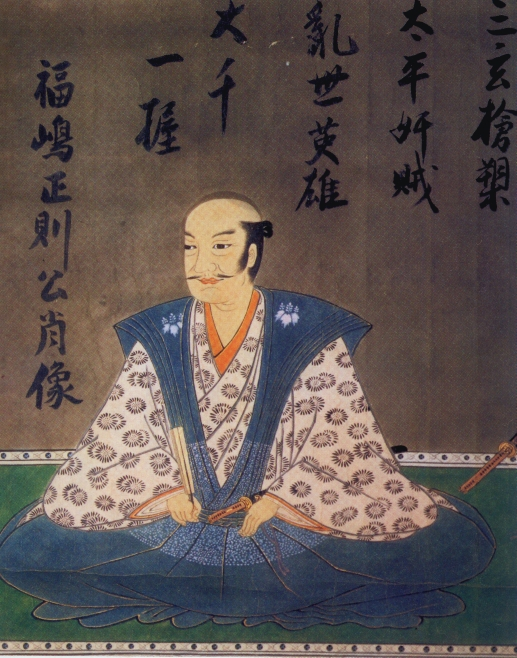
堀川を開削した福島正則

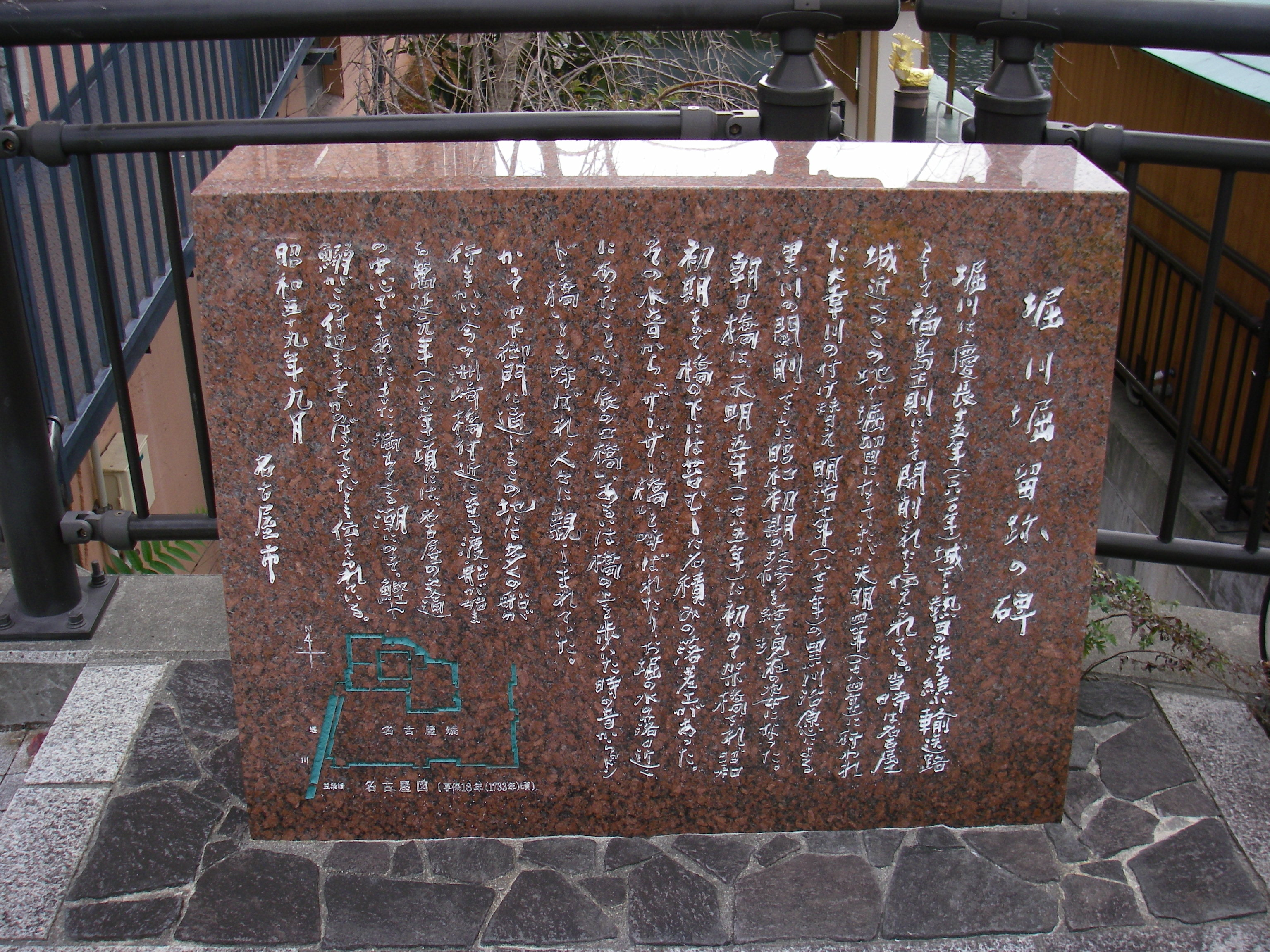
堀川堀留の石碑
朝日橋（西区）の袂にある

慶長15年（1610年）、福島正則が徳川家康の命によって掘削したとされることが多い。名古屋城築城の天下普請に際した、資材運搬を目的とした水路として、今日の朝日橋付近までを掘削したとされている。ただし、当時の土木技術の水準では、何もない所に全く新しい水路を引くのは困難であるとして、堀川の位置には元々、何らかの自然河川が存在したとする説も存在する。なお、尾張藩の公的な記録集である『事績録』には、慶長16年（1611年）2月に名古屋城普請に携わっていた20の大名に対して、名古屋城までの運河開削のために千石当たり1名の人夫を出すことを命じられた（『蓬左遷府記稿』）とあり、同年6月には熱田白鳥から名古屋城下までの運河開削がほぼ完了したこと、白鳥付近は担当した福島正則（左衛門大夫）から「太夫堀」と呼ばれたとの記載がある。 その後、堀川は尾張藩城下町となった名古屋への物資の水運に使われるようになった。
名古屋城付近の堀留（朝日橋以北）の上流部は、堀川と並行して流れていた庄内用水の東井筋に注いでいた大幸川の付け替えとして、江戸時代後期の天明4年（1784年）には今日の猿投橋付近から朝日橋付近までが開削されたとされる。

### 黒川の開削
さらに明治に入り1877年（明治10年）、愛知県技師の黒川治愿によって、矢田川を地下で伏越して庄内川を横断し、八田川・新木津用水を経由して犬山市に至る運河として、大幸川を延伸・拡幅する形で開削または拡幅・浚渫された。この経緯から、堀川の朝日橋から矢田川手前の黒川樋門の間の区間は黒川という通称で呼ばれている。
また、1976年（昭和51年）まで名鉄瀬戸線に「堀川駅」という堀川に面したターミナル駅があったのは、愛知県瀬戸市で生産された瀬戸焼を堀川を通じて輸出するためであった。
黒川の開削当時には、平行して御用水と呼ばれる名古屋城の堀の水源となる用水路が流れていた。御用水は、寛文3年（1663年）にそれまで名古屋城の堀の水源となっていた湧水が枯渇してきたことに対応する形で開削された用水路である。庄内川（竜泉寺付近）から取水し、名古屋城外堀までを結んだ。途中の矢田川とは開削当初は平面交差していたが、延宝4年（1676年）に伏越が設けられて立体交差になった。名古屋城の堀からは辰之口水道大樋（現在の朝日橋と大幸橋の間）から堀川に放流されるようになり、これにより堀川に河口方面への流れが生じるようになったとされる。黒川開削に際して、御用水についても黒川と同じ庄内用水頭首工からの取水に切り替えられた。以後、黒川と御用水は名古屋城近辺まで並行して流れる形となっていたが、1972年（昭和47年）に埋め立てられ、その後1974年に跡地の一部が御用水跡街園として整備された。

### 現代
高度経済成長期の1960年代には、名古屋市西区の区間で生物化学的酸素要求量が悪臭発生の目安とされる数値を大幅に超える値が計測され、河床にヘドロが堆積するなど魚が生息できない環境となっていたことから「死せる川」とも呼ばれた。名古屋市は環境改善のためにヘドロ除去を進め、1990年代末には再生を求める市民運動も高まった結果浄化が進み、2025年（令和7年）には鮎の遡上も確認された。
2007年（平成19年）4月1日、河川の管理権限が愛知県から名古屋市に移譲された。
2018年（平成30年）3月9日から、朝日橋と納屋橋の間で観光船（屋形船）の試験運航が行われた。

### 年表
本年表は『名古屋港と三大運河』巻末年表の記述から抜粋した。
- 慶長15年（1610年） - 福島正則が徳川家康より堀川開削を拝命して開削に着手。
- 慶長16年（1611年） - 伊勢湾と名古屋城の間が開通。
- 寛文3年（1663年） - 御用水が開削され、堀川への放流が開始される。
- 寛保2年（1742年） - 庄内用水の取水位置が変更され、矢田川を伏越するルートとなる。
- 天明4年（1784年） - 大幸川の付け替えを行い、堀川に流入するルートとなる。
- 1878年（明治11年） - 前年より行われていた黒川の開削が完了する。
- 1910年（明治43年） - 庄内用水元杁樋門の改築工事実施。人造石によるアーチ型水門となる。
- 1911年（明治44年） - 瀬戸電気鉄道（現：名鉄瀬戸線）堀川駅が開業。瀬戸から陶器などが運ばれ、堀川経由で輸出される。
- 1917年（大正6年） - 河川法による準用河川に認定される。
- 1931年（昭和6年） - 猿投橋 - 朝日橋間の浚渫工事実施により、同区間が伊勢湾の潮の影響を受ける汽水域になる。
- 1932年（昭和7年） - 松重閘門の運用開始。中川運河と接続する。
- 1937年（昭和12年） - 松重閘門に隣接して松重ポンプ所が完成。中川運河の水の堀川への注入が始まる。
- 1938年（昭和13年） - 松重ポンプ所から岩井橋までの導水設備が堀川右岸に設置。
- 1948年（昭和23年） - 庄内用水元杁樋門近くの井戸からの取水を開始。
- 1959年（昭和34年） - 伊勢湾台風の来襲により堀川沿岸も甚大な被害を受ける。
- 1964年（昭和39年）7月 - 千年下水処理場（現：千年水処理センター、熱田区）が完成し処理水の堀川への放流を開始する。
- 1964年（昭和39年）8月 - 1961年から建設されていた堀川口防潮水門が完成。
- 1965年（昭和40年）4月 - 河川法改正により二級河川に指定される。名城下水処理場（現：名城水処理センター、北区）が完成し、処理水の堀川への放流が始まる。
- 1968年（昭和43年） - 松重閘門が閉鎖され、中川運河との往来が途絶える。
- 1969年（昭和44年） - 堀川が庄内川水系左派川として一級河川に昇格。庄内川取水口までの区間が堀川に含まれることとなる。
- 1970年（昭和45年） - 千年下水処理場の処理能力が従来の1日6万m3から1日10万m3に向上する。
- 1973年（昭和48年） - 名城下水処理場の処理能力が従来の1日6万m3から1日10万m3に向上する。
- 1974年（昭和49年） - 1972年から行われていた御用水跡環境整備事業が完了。御用水跡街園がオープンする。
- 1976年（昭和51年）1月 - 松重閘門が公用廃止される。2月、名鉄瀬戸線堀川駅が廃止される。
- 2001年（平成13年） - 瀬古の井戸からポンプアップした水の通水を開始する。
- 2003年（平成15年） - 雪印乳業名古屋工場からの浄化用水の通水を開始する（古川経由、守西ポンプ所内で合流）。
- 2004年（平成16年） - 辻栄橋近くの井戸からの通水を開始する。
- 2005年（平成17年） - 鍋屋上野浄水場の作業用水の放流を開始。
- 2007年（平成19年）3月 - 名古屋市営地下鉄名城線の地下水の放流を開始。4月、堀川の管理権限が愛知県から名古屋市に移される。
- 2008年（平成20年） - 北清水親水広場の井戸水「清水わくわく水」の放流を開始。

## 環境

### 水質汚染と浄化

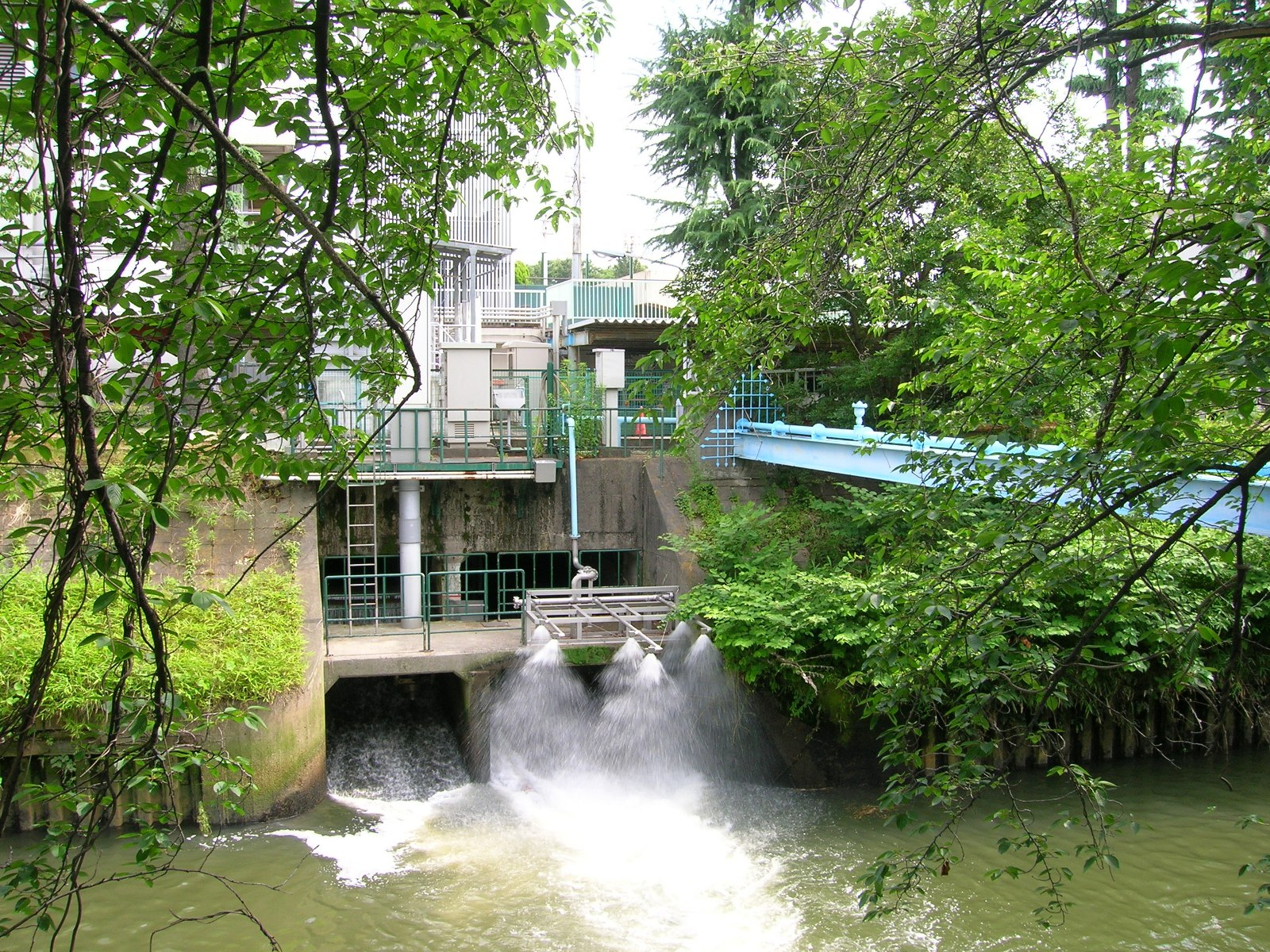
名城水処理センター（北区）から堀川に放流される処理水

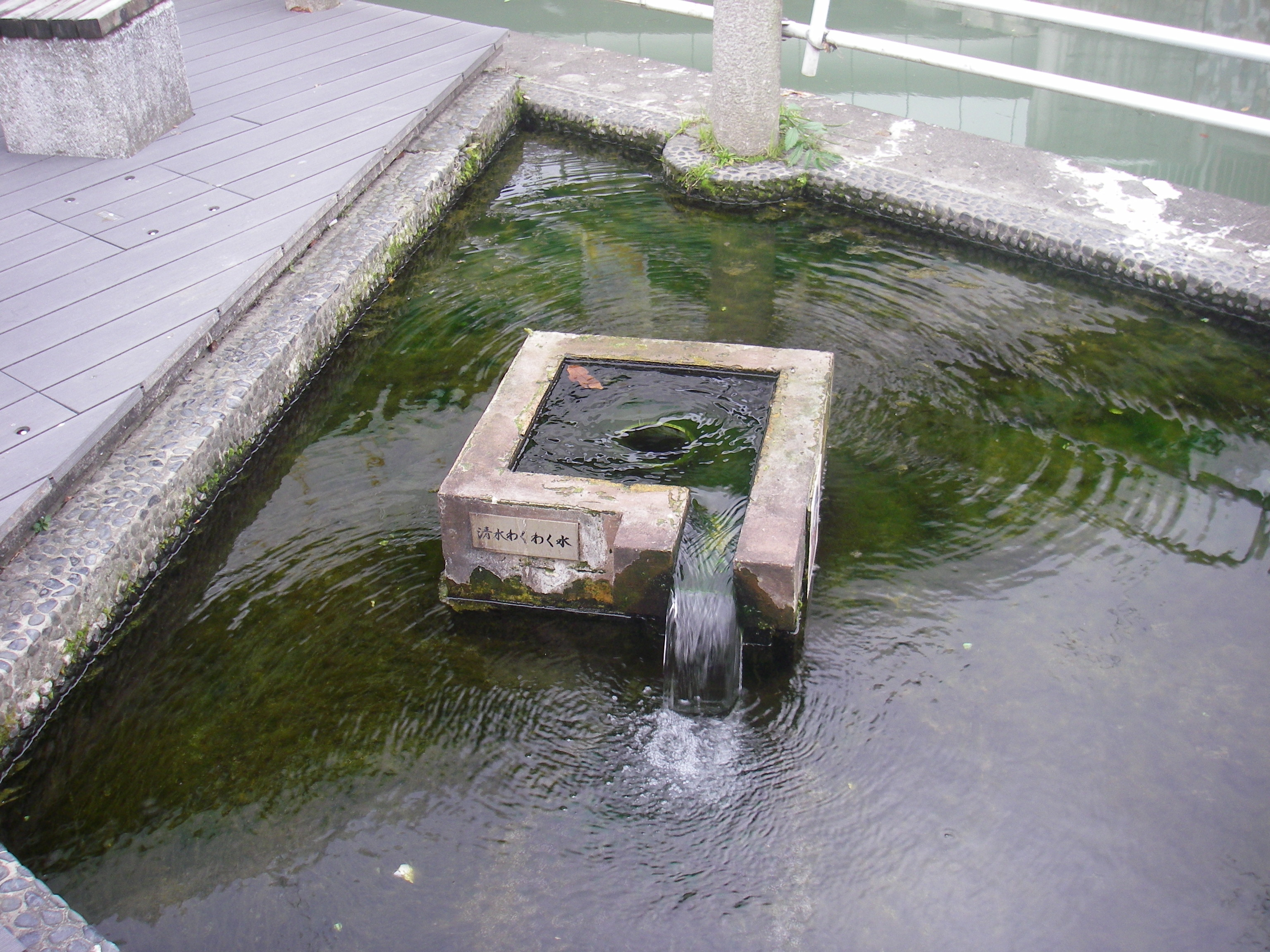
北清水親水広場（北区）の「清水わくわく水」

堀川にはわずかに取水している庄内川以外は源流らしいものが無く、新しい水の流入が少ないこと、および処理不十分な生活排水が流入することが水質汚濁に拍車をかけているとも考えられている。
江戸期における堀川の水質は、魚を食用としたり泳いだりすることができる良好なものであったとされている。また、周辺の土砂の流入・堆積により水路が埋没することを防ぐ浚渫作業である「冥加浚え（みょうがざらえ）」も行われてきた。冥加浚えは受益者とされる沿岸の町人により行われ負担も大きかったが、各町内競い合う形で盛大に行ったとされている。明治期に入り下水道整備が行われるようになると、堀川は主な下水の放流先とされたことから汚染が進むこととなった。下水処理施設の建設などの対策は取られたものの、昭和30年代（1965年 -）辺りからは、工場排水や生活排水で鼻を覆いたくなるほど異臭を放つ無残な溝川と化した。1966年にはBODの値が 54.8mg/l と汚濁のピークを迎え「死せる川」とも呼ばれていた。昨今になって「名古屋堀川ライオンズクラブ」などにより、浄化を目指す運動も始まっている。
そのほか、2001年以降「庄内用水元杁樋門」付近の庄内用水に隣接している「瀬古の井戸」から、2004年以降は古川用水（守山区）の水も加えて定期的に導水している。2005年からは鍋屋上野浄水場の作業用水を、またそれらより水量はさらに少ないが、流域の数か所で浅層地下水をそれぞれ導水している。なお一時的な堀川への導水としては、1998年 - 2001年に上飯田連絡線（名鉄小牧線・地下鉄上飯田線）の工事の際に湧出した地下水を上流部（黒川）に流入させていた。2007年から社会実験として3年間に渡って木曽川からも導水が行なわれた（鍋屋上野浄水場内で上水道用水としての水の一部を堀川への放流水とするもの）。
木曽川からの導水を継続して行う等さらに導水量を増加させて堀川を浄化しようという計画も存在するが、実施に移した場合、堀川に堆積しているヘドロが名古屋港から伊勢湾に流出することが必至であるとして、伊勢湾沿岸の漁業関係者の反対が強く、実現の目途は立っていない。
一方で直接的な環境整備としては、従来からヘドロの除去が断続的に行われており、1994年以降は名古屋市がヘドロの除去を継続して行なっている。これにより以前に比べ水質は改善している（2010年度平均の堀川沿岸測定場所でのBOD値 2.1mg/l - 4.1mg/l）が、まだまだきれいな川とは言い難い状況ではある。また名古屋堀川ライオンズクラブなどによるゴミ拾いなどの清掃活動も継続して行われている。
2000年（平成12年）2月22日には、前日に名古屋港内で目撃されたシャチが堀川下流部に迷い込み、話題となった（同年2月23日、名古屋港水族館、管理組合などの職員によりシャチの追い込み作戦が実施された）。また2005年から毎年8月に「清流の再生を夢の技術で」をキャッチフレーズとして堀川エコロボットコンテストが開かれ、小中学生、大学生、企業が堀川をきれいにするアイデアロボットを披露している。

### 下水処理
水量増大への取組としては、堀川沿岸への下水処理施設の建設（千年水処理センター - 1964年、名城水処理センター - 1965年）が挙げられる。両水処理センターの1日当たり最大処理能力は10万m3で、堀川の主要水源として機能している側面もある。また、松重閘門に隣接する松重ポンプ所から中川運河の水位調整のため汲み上げられた水が岩井橋付近から放流されており、相対的に水質の良い中川運河の水が堀川下流域の水質改善に寄与している。
堀川流域の下水道は、名古屋市の中でも早期に下水道整備がなされたこともあり汚水と雨水を同じ管で流す合流式下水道であることから、水処理センターの処理能力を上回る降雨があると未処理の生活排水が雨水と共に川に放流されることとなる。名古屋市の調査では、1時間当たり3mm程度の雨量により3倍以上に薄められた生活排水が放流される計算となり、汚水の流入が年間で65回発生する試算となる。このため、降雨時に一時的に汚水を溜めておく雨水貯留施設を整備し、降雨後に水処理センターに送って汚水の河川流出量を抑える方針での取組が行われている。

### イメージキャラクター
- ホリゴン - 名古屋市堀川総合整備室管理のイメージキャラクターで、正式名称は堀川権左衛門。堀川が作られた時から生息する恐竜という設定である。「堀川を清流に!」のキャッチフレーズのもとPR活動などを行っている[WEB 4]。

## 庄内用水

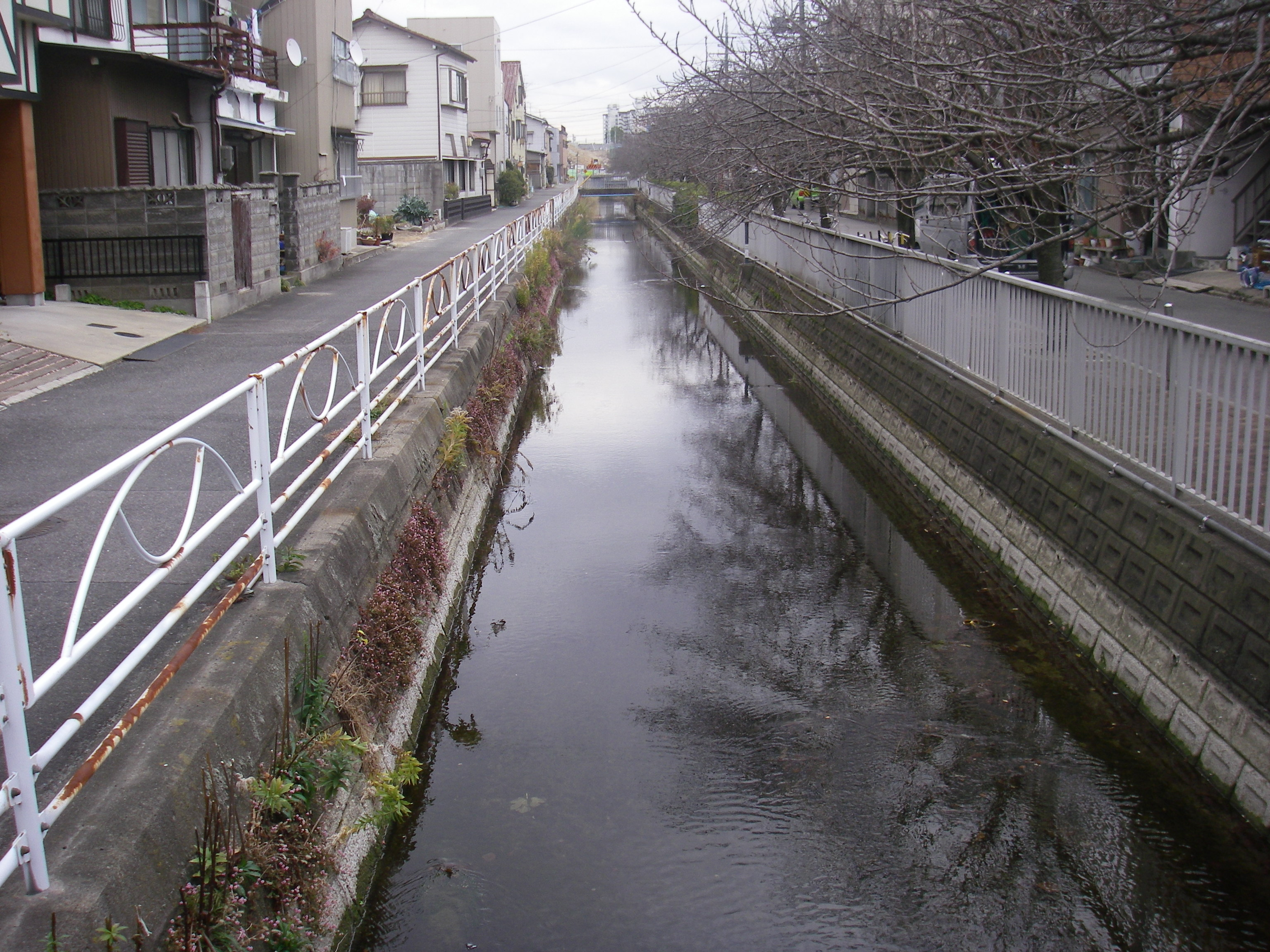
堀川と分岐後の庄内用水（北区）

庄内用水は堀川と同じく庄内用水頭首工にその端を発し、矢田川伏越後に堀川と分岐して、名古屋市北区・西区・中村区・中川区・港区を流れる。これらの流域では惣兵衛川（そうべえがわ）という名で呼ばれることもある。
庄内用水は、『尾張国愛知郡誌』によると安土桃山時代の頃に地域の治水灌漑・民利増進のために開削が開始されたとされている。江戸時代初期の1614年（慶長19年）に庄内川沿いの稲生村に取水口を設け、開削された用水路に庄内川の水を流した。その後江戸時代の間に矢田川合流前の庄内川に取水口を設けて矢田川を伏越する経路に変更され、明治初期には黒川の開削と合わせて矢田川伏越後に黒川・御用水と分岐するまで続く形となった。
最盛期には流域約3000haの農地を潤す用水路であったが、流域の急速な市街化により、灌漑する農地面積は昭和末期には北区・西区・中村区・中川区・港区に点在する数十ha以下となった。庄内用水も堀川と同様に水質悪化が激しく、流域住民からは用水の埋め立てを求める苦情が多発したとされる。その後1971年に水質汚濁に関する環境基準が定められ排水規制が厳しくなったこともあり、庄内用水の水質も昭和50年代（1975年-）には改善されてきた。
1985年から1997年においては、農繁期である4月から9月にかけて各年約660万m3（1986年） - 約1130万m3（1992年）の取水を行っている。
農業用水としての位置づけのため、農閑期には水利権の関係から通水されていなかったが、流域の住民により2004年に庄内用水を環境用水として扱う取り組みが本格的にスタートした。2010年12月からは守山水処理センターでの高度処理水を通年で庄内用水に流すようになっている。
「庄内用水緑道」で、昭和62年度手づくり郷土賞（水辺の風物詩）受賞。

## 樋門・閘門
堀川は建築資材を運搬するための水路として開削され、名古屋開府以来の歴史を持つこともあり、流域には歴史的な建築物等も見られる。流域において堀川と密接に関連する施設のうち、庄内用水元杁樋門・黒川樋門・五条橋・納屋橋・松重閘門の計5物件が都市景観条例に基づき名古屋市都市景観重要建築物等の指定を受けており、筋違橋・中橋・桜橋・伝馬橋・岩井橋・日置橋・住吉橋の7物件が認定地域建造物資産の認定を受けている。また、岩井橋、松重閘門、庄内用水元杁樋門は土木学会選奨土木遺産に認定されている。

### 庄内用水元杁樋門

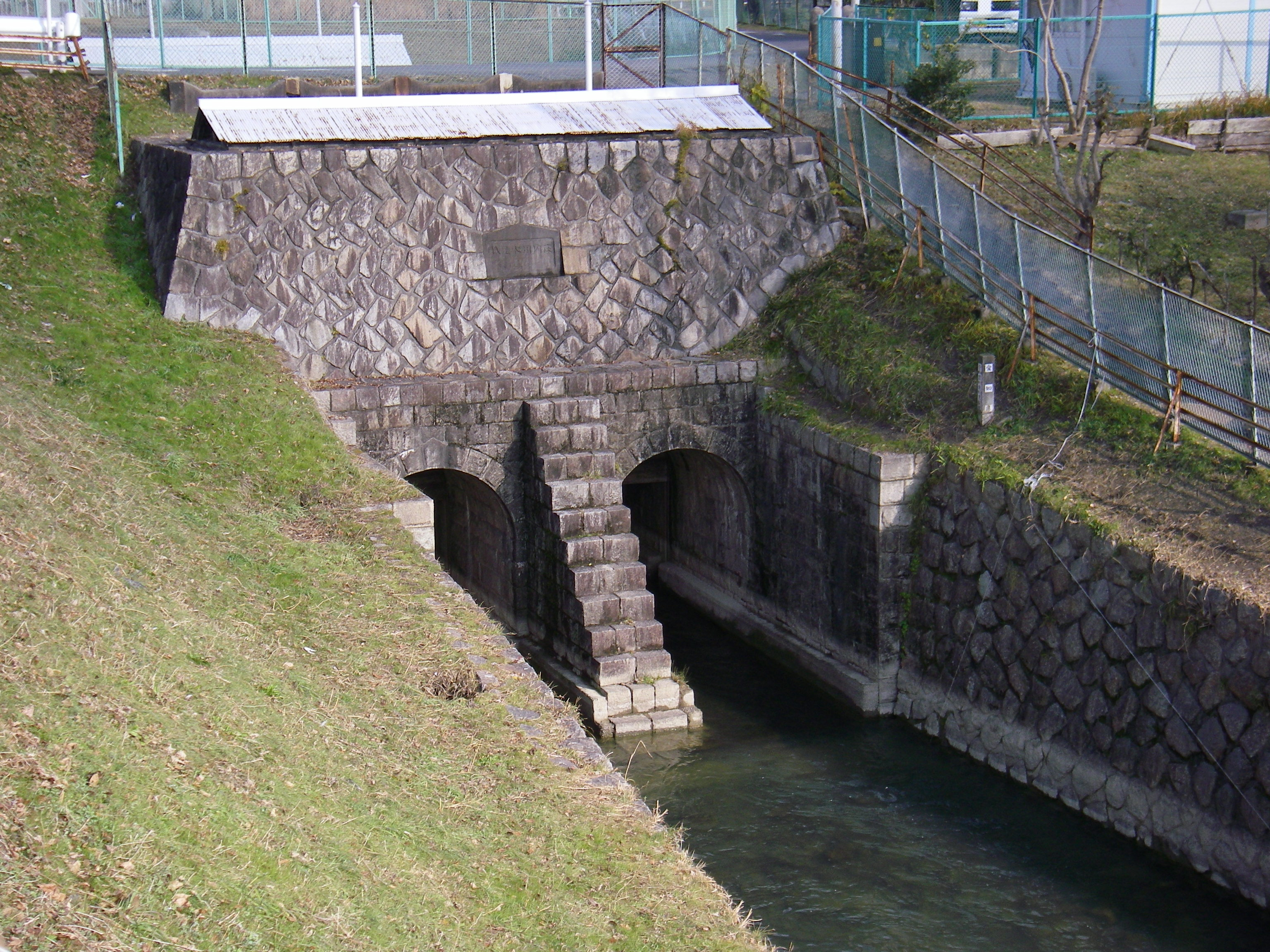
庄内用水元杁樋門

庄内用水元杁樋門（しょうないようすいもといりひもん）は、堀川の水源となる庄内川（庄内用水頭首工）から取水した水の樋門。名古屋市守山区瀬古にある。
庄内用水は運用開始時には庄内川を越えてさらに北の地域への船運にも利用する計画であったことから、元杁樋門も船舶が往来できる高さを持った水路となっている。矢田川を暗渠を築いて越えてまで庄内川の水を採取する構造としたのは、矢田川の水がその上流に瀬戸の陶土地帯を持つなど砂を多く含み、勾配のほとんどない堀川に流入させると砂が溜まることによる維持管理に労力がかかることを避けるためである。
樋門は1910年（明治43年）に改修されたものであり、この建造には「人造石工法」が用いられている。
人造石工法とは、日本家屋における土間のような土を固める技法である「たたき」を大規模な土木建造物においても使用できるよう、愛知県碧南生まれの職人服部長七が改良したものである。消石灰に多量の風化花崗岩を混ぜて水練りしたものに砂を加えた上で、石と交互に積み上げ突き固めるものであった。工事が行われた当時はセメントが輸入されるようにはなっていたものの非常に高価であり、一般の工事に使用できる状況ではなかったが、服部の人造石工法によりコンクリートと同等の構造物を築くことが可能となった。また、人造石工法で用いる消石灰はより安価な代替物の使用もできたことから、その後の大規模工事（熱田港築港や宇品港築港、四日市港岸壁工事など）に広く用いられるようにもなった。服部は1904年（明治37年）に事業から引退したが、愛知県ではその後しばらくの間人造石工法を用いた治水灌漑事業を続けており、庄内用水元杁樋門工事はその一つである。
なお、下流の矢田川伏越も同工法で造られていたが、後にコンクリート製のものに改築されたため、2012年時点で名古屋市内に現存する人造石工法の建造物は庄内用水元杁樋門のみとなる。
庄内用水元杁樋門は1993年10月12日付で名古屋市都市景観重要建築物等に指定された。2015年に土木学会選奨土木遺産に認定される。
北緯35度12分51.5秒 東経136度56分2.1秒

### 黒川樋門

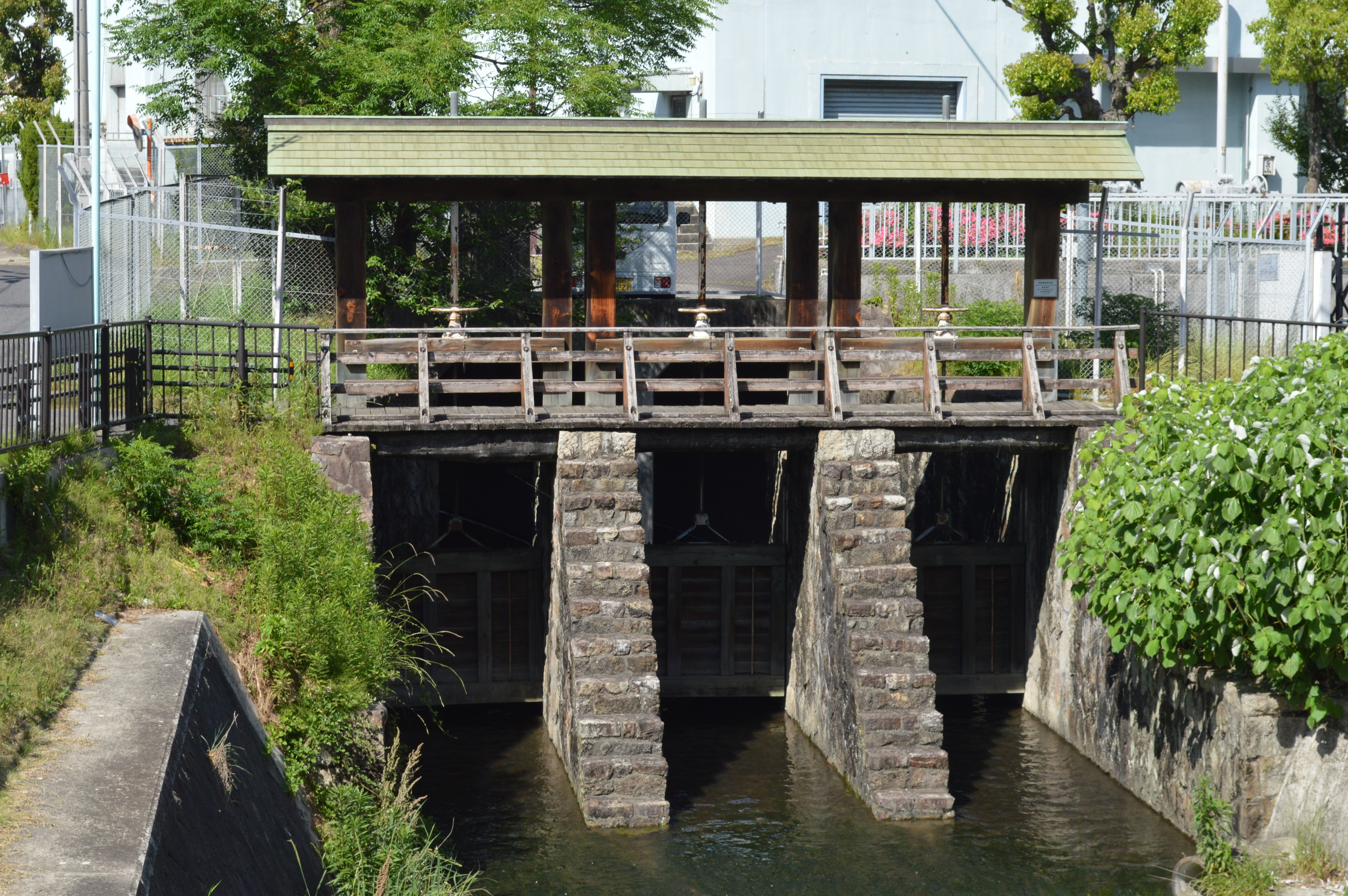
黒川樋門

黒川樋門（くろかわひもん）は、庄内用水の水が地下水路により矢田川を越した出口にある樋門。名古屋市北区辻町にある。
2012年時点で現存する樋門は、明治期に造られた石造の樋門の上に、昭和末期の1980年に復元された木造の上屋が設けられている。樋門の上は橋となっており、人や自転車が通行可能である。
矢田川を越える地下水路（伏越）は、かつては庄内用水元杁樋門と同様に水路を船舶が通行することを考慮した高さを持つ人造石工法によるものであったが、その後コンクリート製のサイフォン式のものに改築され、運用されているものは船舶の通行を考慮していない。庄内川で採取された水は伏越通過後、黒川樋門の手前の地点である三階橋ポンプ場内で堀川（黒川）と庄内用水に分かれる。
黒川樋門は1992年10月5日付で名古屋市都市景観重要建築物等に指定された。
北緯35度12分25.8秒 東経136度55分48秒

### 松重閘門

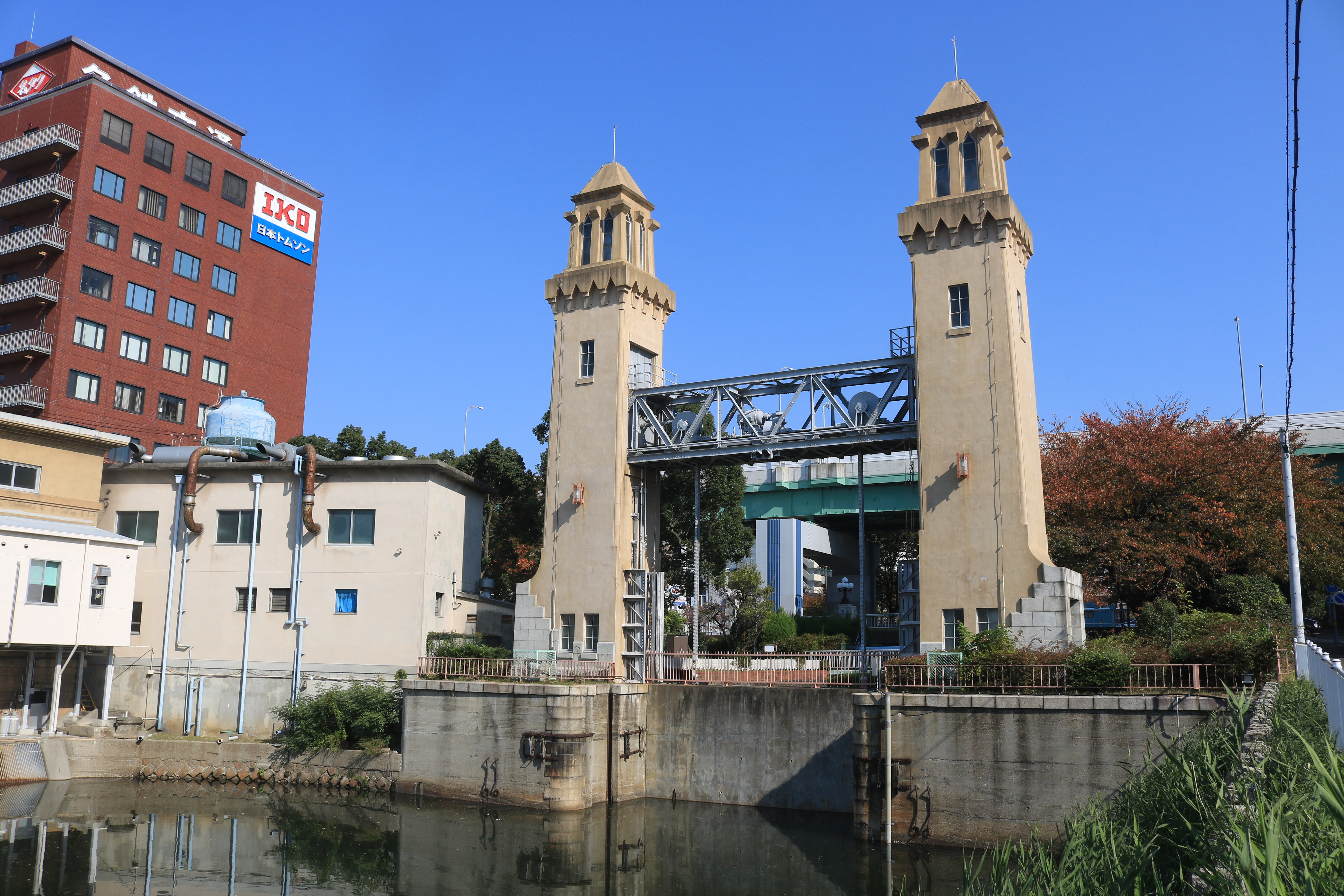
中川運河側から見た松重閘門

松重閘門（まつしげこうもん）は、堀川と中川運河を結ぶ地点（松重橋 - 山王橋間）に設けられた閘門。名古屋市中川区山王（右岸）にある。
連絡を行うにあたり堀川と中川運河の水位に差があることから、パナマ運河と同様の閘門による水位調整を行っていた。1932年より運用を開始し堀川を用いた水運に用いられてきたが、その後内陸部の運輸の主体が自動車に移行し通行船舶量が減少したことから、1968年に閉鎖、1976年に公用廃止となり閘門間の水路は埋め立てられた。閘門の象徴である2対4本の尖塔は保存されている。
また、松重閘門に隣接している松重ポンプ所では、中川運河の水を汲み上げ堀川へ放流している。これは中川運河の水位調整目的の他に、相対的に水質のよい中川運河の水を堀川に注水することにより、堀川の環境改善を図る目的も兼ねている。放水は松重閘門から少し上流となる岩井橋まで導水設備を設けて行われている。
松重閘門は1986年5月27日付で名古屋市有形文化財に指定された。また1993年10月12日付で名古屋市都市景観重要建築物等に指定された。2011年度（平成23年度）には、土木学会選奨土木遺産に認定されている。
北緯35度9分14.8秒 東経136度53分33.9秒

## 橋梁

### 五条橋

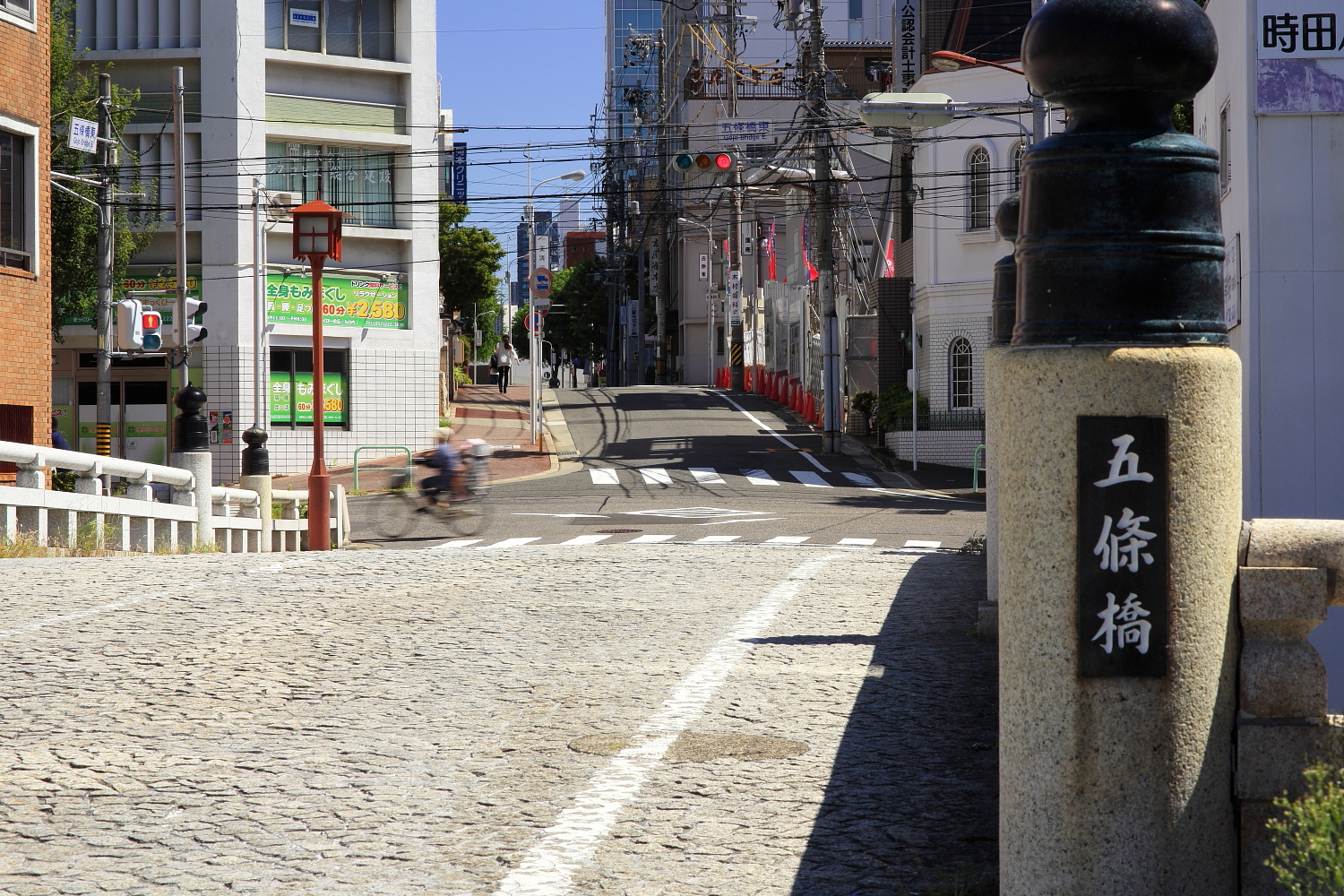
五条橋

五条橋（ごじょうばし）は、名古屋開府の際の清洲越しに際して清洲の五条川に架けられていた橋を移築したものがそのルーツであり、「堀川七橋」（名古屋開府時に堀川に架けられた7つの橋）の中で最も上流に位置する。名古屋市西区那古野（右岸）と中区丸の内（左岸）とを結んでいる。
2012年時点で現存する五条橋は、木造の橋の意匠を残しつつ1938年に架け替えが行われた鉄筋コンクリート構造（RC造）のものである。橋の路面舗装は石張となっている。架け替えに際してそれまでの橋に付けられていた擬宝珠（ぎぼし）は名古屋城地下に仕舞われ保管されており、2012年時点の擬宝珠は代わりのものである。
五条橋周辺には名古屋開府の際に移ってきた商人達による屋敷や土蔵が2012年時点も名古屋市の町並み保存地区として残されており（四間道）、堀川沿いには石畳の荷揚げ場も残されている。また円頓寺商店街の東側の入り口ともなっている。
五条橋は1989年11月1日付で名古屋市都市景観重要建築物等に指定された。
北緯35度10分33.8秒 東経136度53分36.3秒

### 中橋

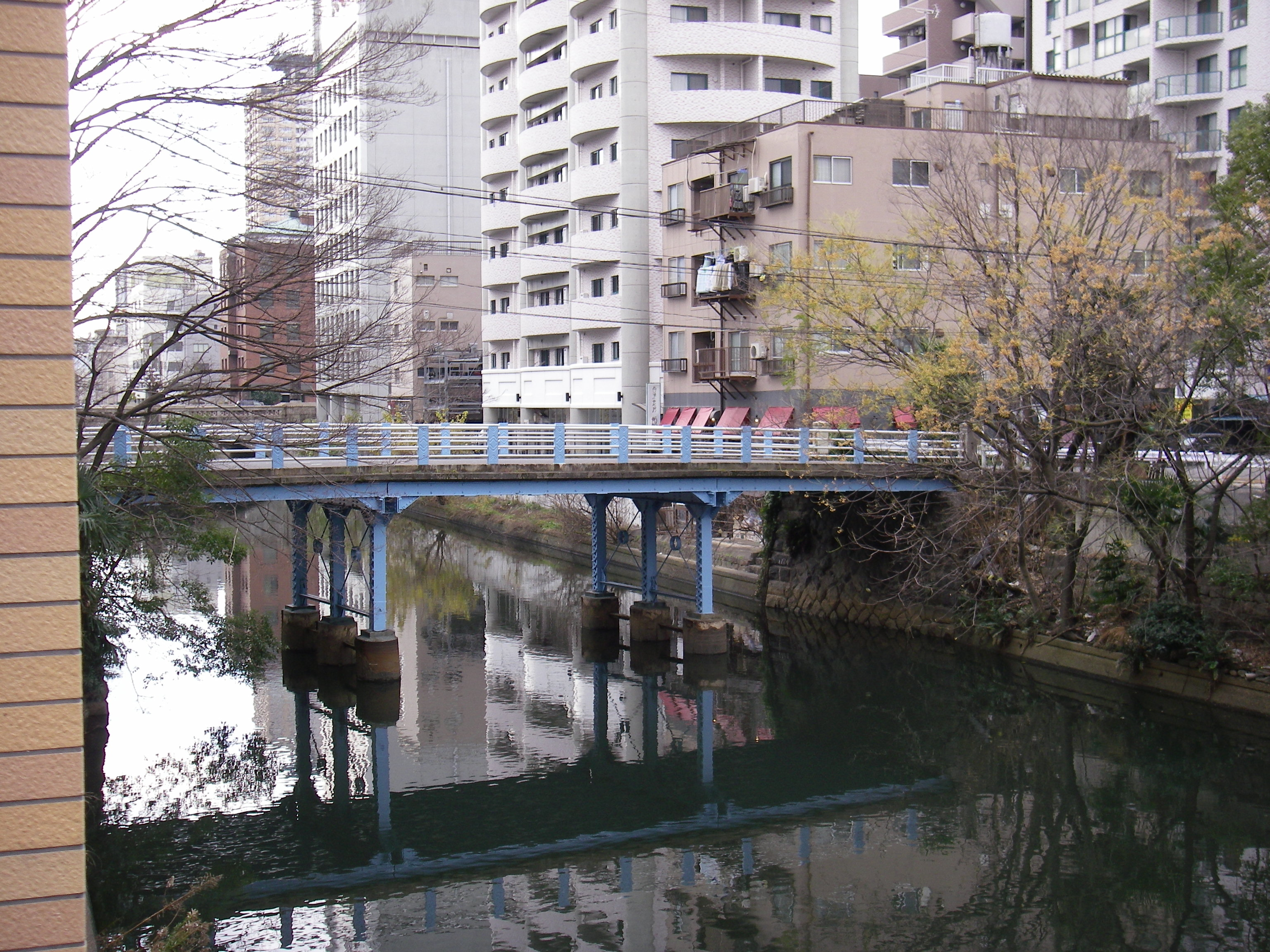
中橋

中橋（なかばし）は、「堀川七橋」の一つ。名古屋市西区・中村区那古野（右岸）と中区丸の内（左岸）を結んでいる。
中橋が江戸時代において架橋された時期についてははっきりとした記録は残されていないが、五条橋と伝馬橋の間に後から架けられたためこの名がつけられたとされる。
2014年12月時点で現存する中橋は1917年（大正6年）9月に竣工したもので、2003年時点において、日本に現存する道路用鋼桁橋としては4番目に古い歴史を持つものとされている。大通りが直接つながる橋ではないこと、通行可能な車両重量が6tまでとされていることから、大正期に架けられた橋がそのまま使用されており、大正期当時の土木技術を現在に伝えるものといえる。2012年に橋のコンクリート製の欄干が水色に塗られたが、2014年には欄干自体が茶色の金属製のものに換えられ、路面の改修が行われた。
中橋は2011年10月17日付で名古屋市の認定地域建造物資産に認定された。
北緯35度10分25.4秒 東経136度53分34.9秒

### 伝馬橋

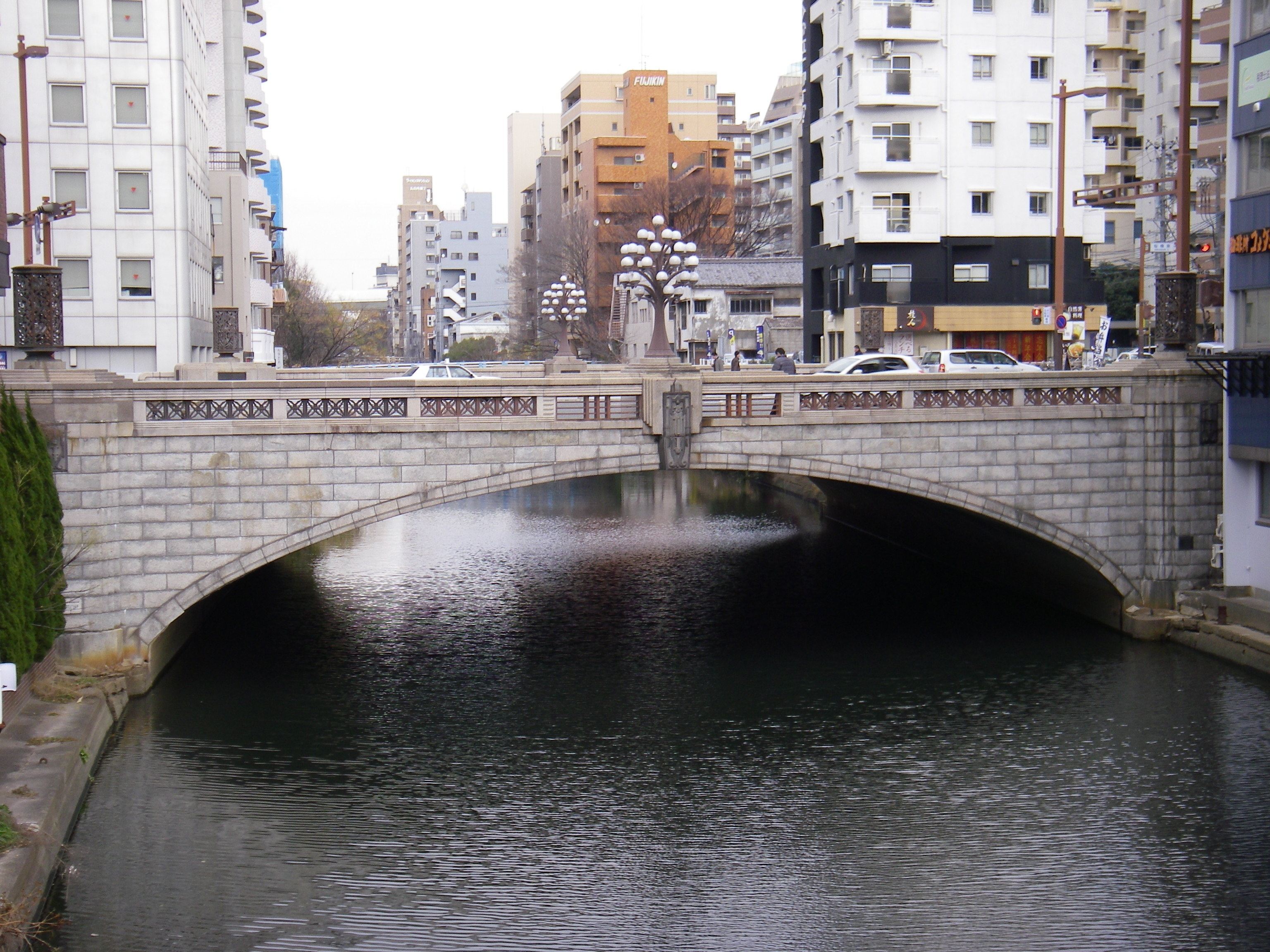
伝馬橋

伝馬橋（てんまばし）は、「堀川七橋」の一つ。名古屋市中村区名駅（右岸）と中区錦（左岸）とを結んでいる。
江戸時代において、東海道と中山道を結ぶ脇街道であった美濃街道は、伝馬橋にて堀川を渡った。当時は多くの旅人で賑わい、『尾張名陽図会』では「往来の貴賎絶間なく賑しき所也」と記されている。『尾張名陽図会』ではまた「此橋清須に有しにや、ぎぼう珠に慶長七年と銘有、名古屋へ引移已前也」ともあり、五条橋と同様に清須越にて移設された橋との見方もある。
伝馬橋から伝馬橋筋にて東に約800メートル、本町通との交点は「札の辻」と呼ばれ、伝馬会所や飛脚会所が置かれた交通の拠点となっていた。
伝馬橋は2011年10月17日付で名古屋市の認定地域建造物資産に認定された。
北緯35度10分18.4秒 東経136度53分33.5秒

### 納屋橋

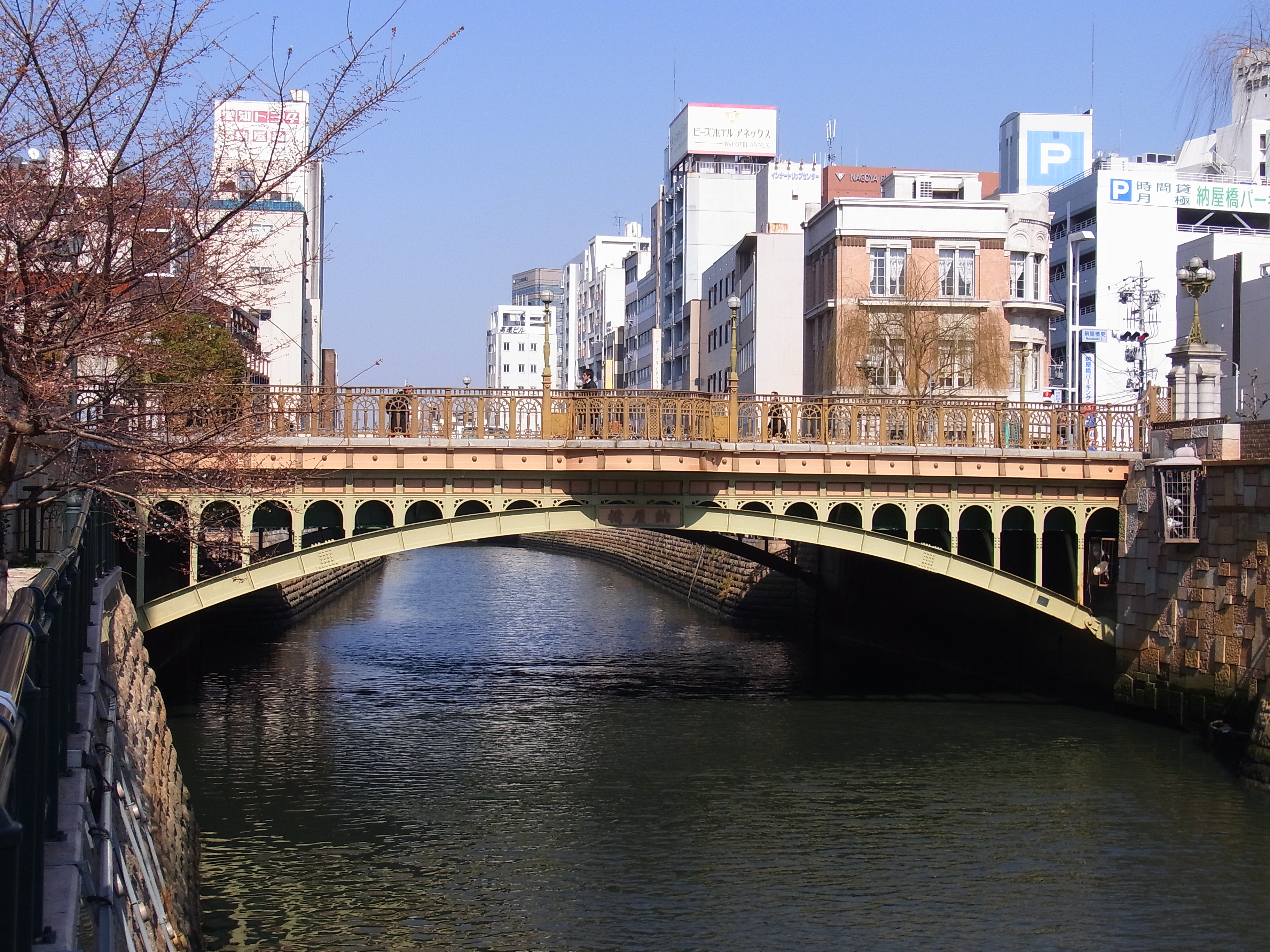
納屋橋

納屋橋（なやばし）は、名古屋市の目抜通りである広小路通（愛知県道60号名古屋長久手線）が堀川を越える地点に架けられた橋であり、「堀川七橋」の一つ。堀川七橋（五条橋・中橋・伝馬橋・納屋橋・日置橋・古渡橋・尾頭橋の7つ）の真ん中に位置する橋となる。名古屋市中村区名駅・名駅南（右岸）と中区錦・栄（左岸）とを結んでいる。
納屋橋の名の由来については、堀川右岸の倉庫（納屋）街である納屋町に架けられた橋であるので納屋橋と呼んだ（寛文覚書）とする説と、尾張藩の米蔵がこの付近にあったことに由来するとする説がある。
納屋橋は1989年11月1日付で名古屋市都市景観重要建築物等に指定された。
北緯35度10分4.4秒 東経136度53分31.1秒

### 岩井橋
| 岩井橋 |  | 土木学会選奨土木遺産のプレート |
| 岩井橋 |  | 土木学会選奨土木遺産のプレート |

岩井橋（いわいばし）は、大須通が堀川を越える地点に架けられた橋である。名古屋市中村区名駅南・中川区松重町（右岸）と中区大須・松原（左岸）とを結んでいる。
大須通は名古屋市が1919年（大正8年）より開始した、市内五大幹線道路開設の第1号として建設に着手された。堀川との交点に架橋された岩井橋は、鉄の供給事情が逼迫していた当時としては破格の43万1000円という金額を投じての鉄橋建設であった。建設当時日本橋梁に在籍していた関場茂樹による設計、名古屋高等工業学校（現名古屋工業大学）校長であった武田五一による意匠設計とされている。意匠の特徴としての橋側面の飾り板は、日本において第二次世界大戦以前に架けられた橋で現存するものとしては唯一となっている。
幹線道路が通る幅29.5mの橋であるが、1923年（大正12年）の架橋以降、1999年に床板改修工事が実施された他は架け替えられることなく現在に至っている。
2007年度（平成19年度）には、土木学会選奨土木遺産に認定されている。また、2011年10月17日付で名古屋市認定地域建造物資産に認定された。
北緯35度9分33.3秒 東経136度53分34.5秒

### 日置橋

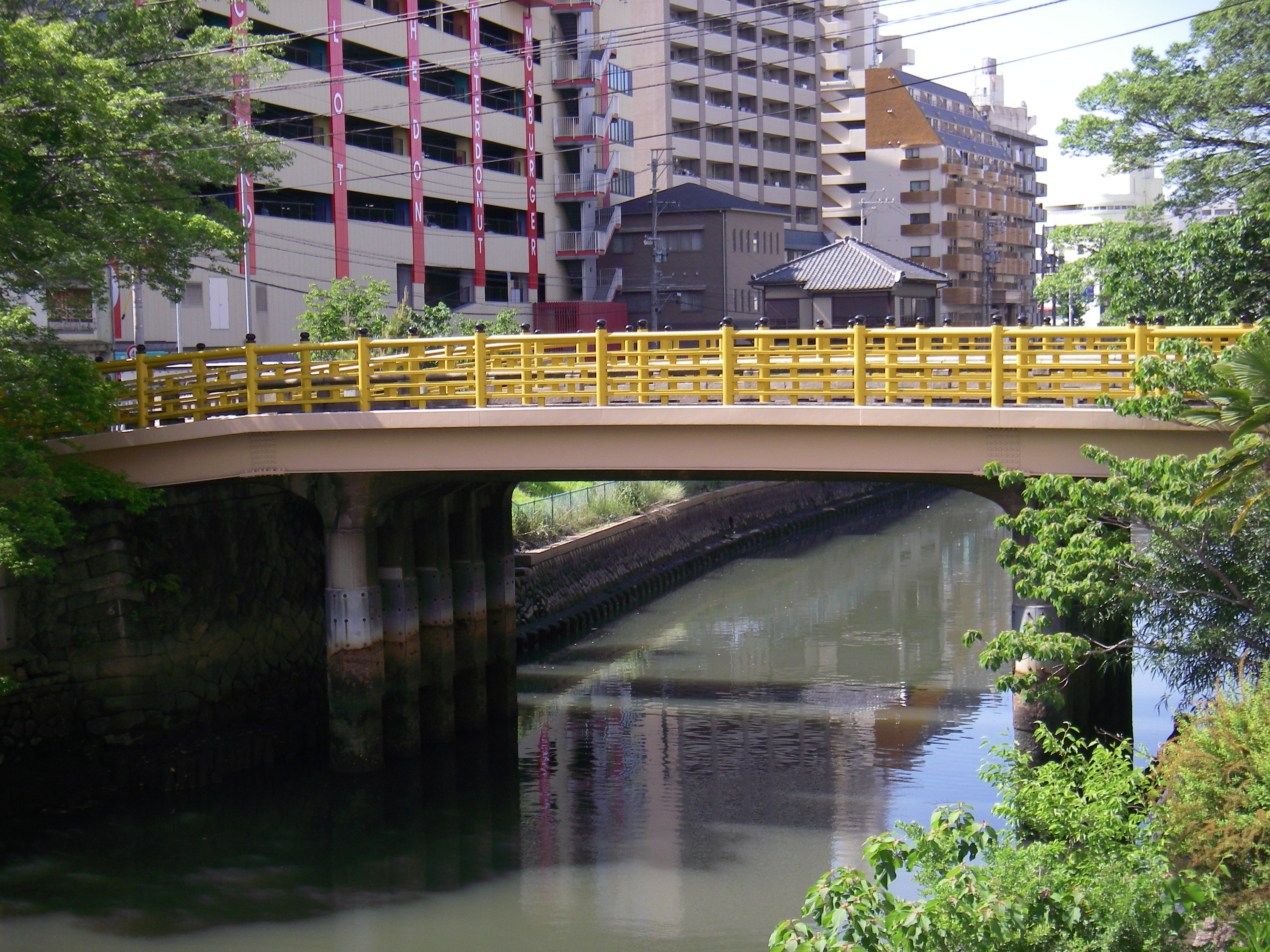
日置橋

日置橋（ひおきばし）は、「堀川七橋」の一つ。名古屋市中川区松重町（右岸）と中区松原（左岸）とを結んでいる。
日置橋周辺はかつては桜の名所として知られ、『尾張名陽図会』においては「堀川花盛」として日置橋付近の堤防の桜を見物する風景が描かれている。これらの桜は文化年間（1804年 - 1818年）に御普請奉行の堀彌九郎が植えたものとされている。また、2013年時点で、日置橋の袂には堀川花盛について記した碑がある。
2013年時点における日置橋周辺は、かつてのような桜並木は失われ、集合住宅や商業施設が立ち並ぶ中、周囲の有志により植えられた桜がわずかに咲くのみとなっている。
日置橋は2011年10月17日付で名古屋市認定地域建造物資産に認定された。
北緯35度9分25.5秒 東経136度53分35.2秒

### 橋梁など一覧
堀川の水源となる庄内用水頭首工から伊勢湾への河口にある堀川口防潮水門まで、橋梁や関連施設などを順に記述する。
庄内用水
- 庄内用水頭首工
- 庄内用水元杁樋門
- 栄橋
- 瀬古橋
- 旭橋
- 守西ポンプ所 -場内で古川（開渠）合流
- （矢田川伏越・暗渠）
- 三階橋ポンプ所 - 場内で庄内用水分岐

黒川
- 黒川樋門
- 夫婦橋 - ここより猿投橋まで御用水跡街園
- 黒川一号橋
- 新堀橋
- 辻栄橋
- 瑠璃光橋
- 黒川二号橋
- 木津根橋
- 稚児宮人道橋
- 猿投橋 - ここより下流が感潮域
- （大幸川合流）
- 志賀橋（名古屋市道名古屋環状線）
- 黒川橋
- 北清水橋（国道41号）
- 田幡橋
- 金城橋
- 城北橋（大津通）
- 名城水処理センター
- 中土戸橋
- 堀端橋
- 銀之橋
- 筋違橋
- 鷹匠橋
- 大幸橋
- 朝日橋

堀川
- 巾下橋（国道22号）
- 小塩橋
- 景雲橋（外堀通）
- 五条橋 - 「堀川七橋」
- 中橋 - 「堀川七橋」
- 桜橋（桜通）
- 伝馬橋 - 「堀川七橋」
- 錦橋（錦通）
- 納屋橋（広小路通） - 「堀川七橋」
- 天王崎橋
- 新洲崎橋（若宮大通）
- 洲崎橋
- 岩井橋（大須通）
- 日置橋 - 「堀川七橋」
- 松重橋
- 松重閘門
- 山王橋（名古屋市道山王線）
- 古渡橋 - 「堀川七橋」
- 尾頭橋（佐屋街道） - 「堀川七橋」
- 住吉橋（八熊通）
- 瓶屋橋
- 旗屋橋
- 旗屋小橋
- 熱田記念橋
- 御陵橋
- 白鳥橋（国道1号・東海道）
- 大瀬子橋
- 宮の渡し公園（七里の渡し） - 新堀川合流
- 千年水処理センター
- 紀左ヱ門橋（名古屋市道東海橋線）
- きらく橋
- 港新橋（国道23号・名四国道）
- 堀川口防潮水門

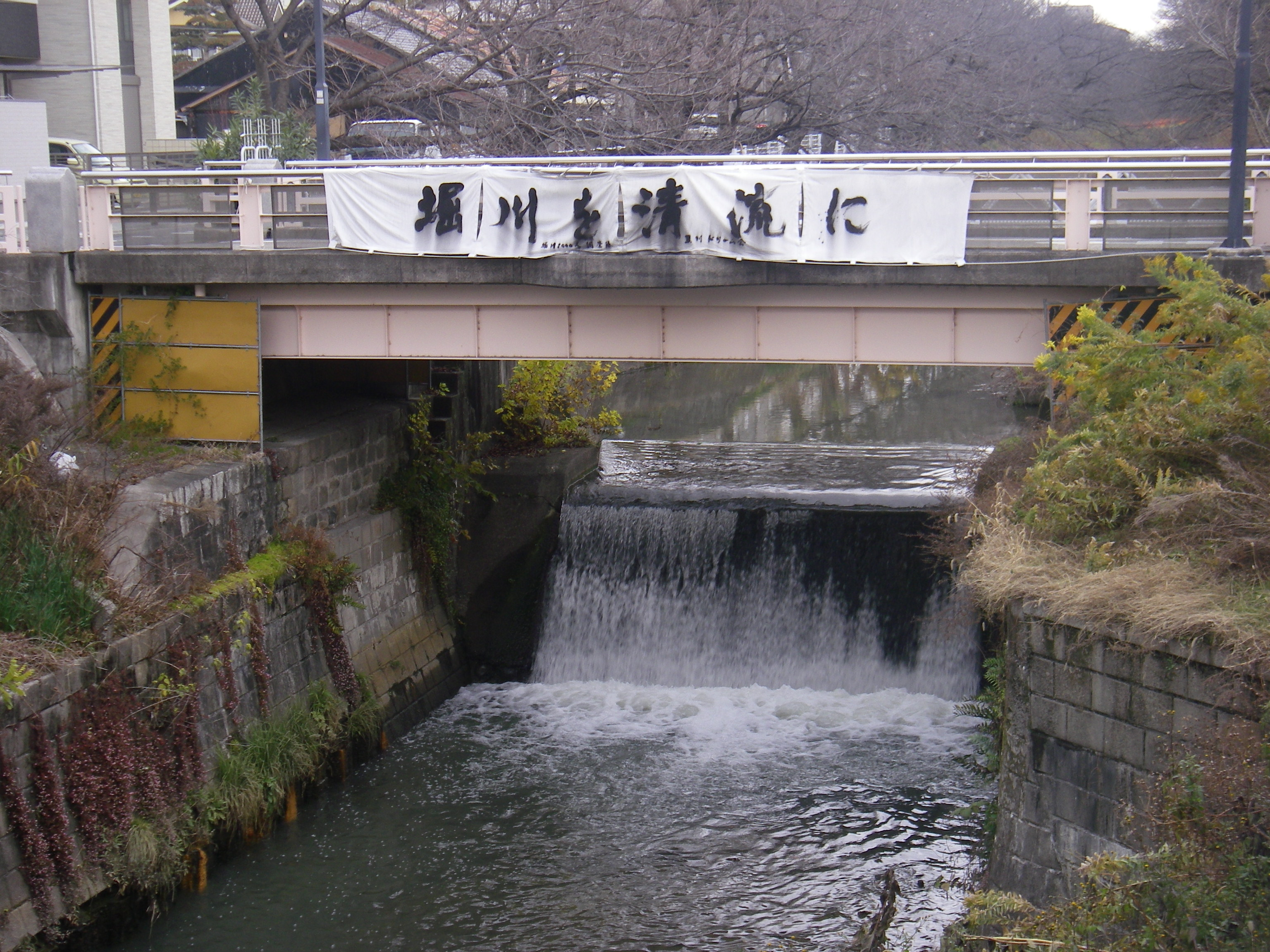
猿投橋（北区）
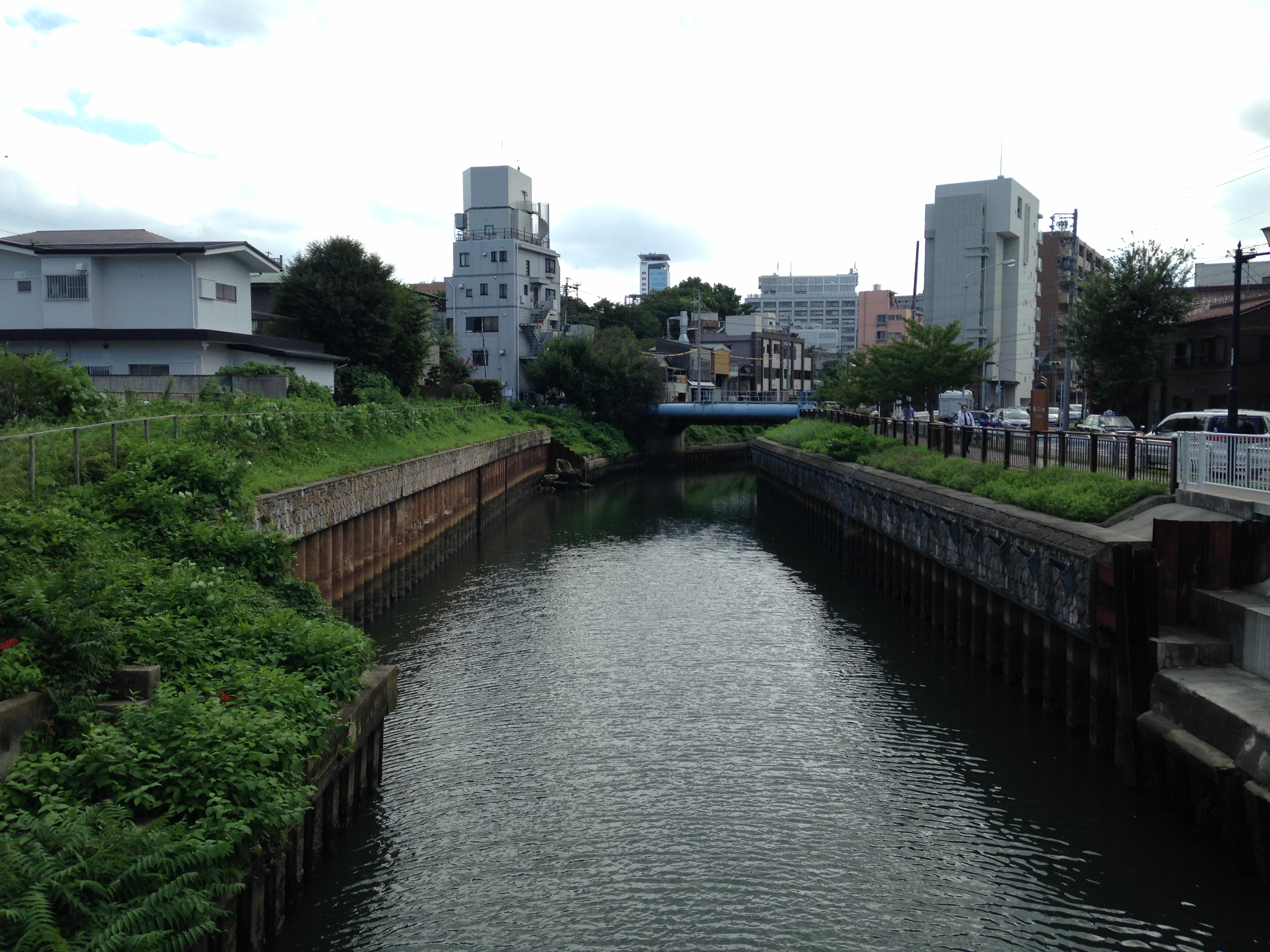
鷹匠橋（西区）から下流方向。
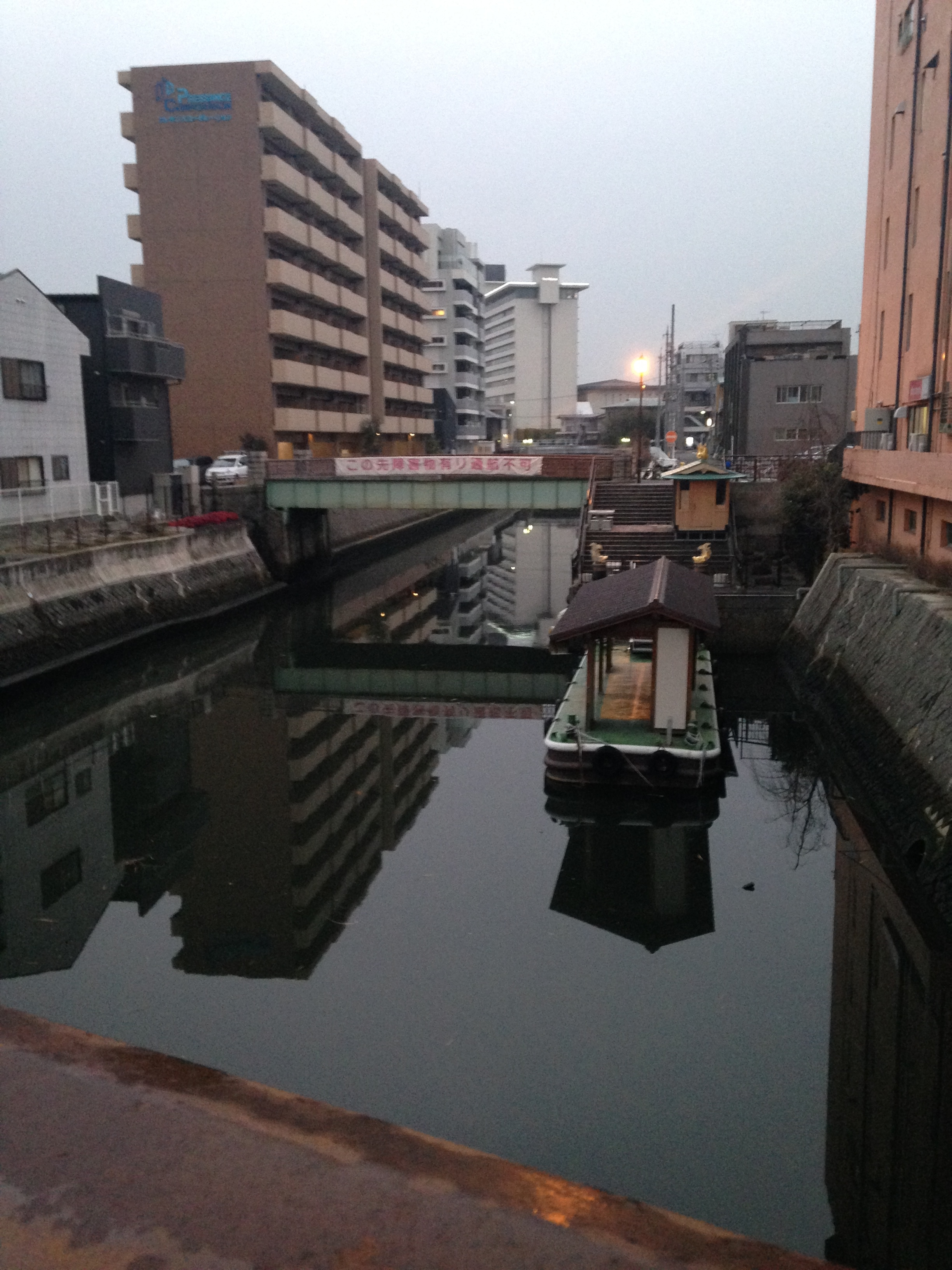
幅下橋（中区 - 西区）から朝日橋方向。
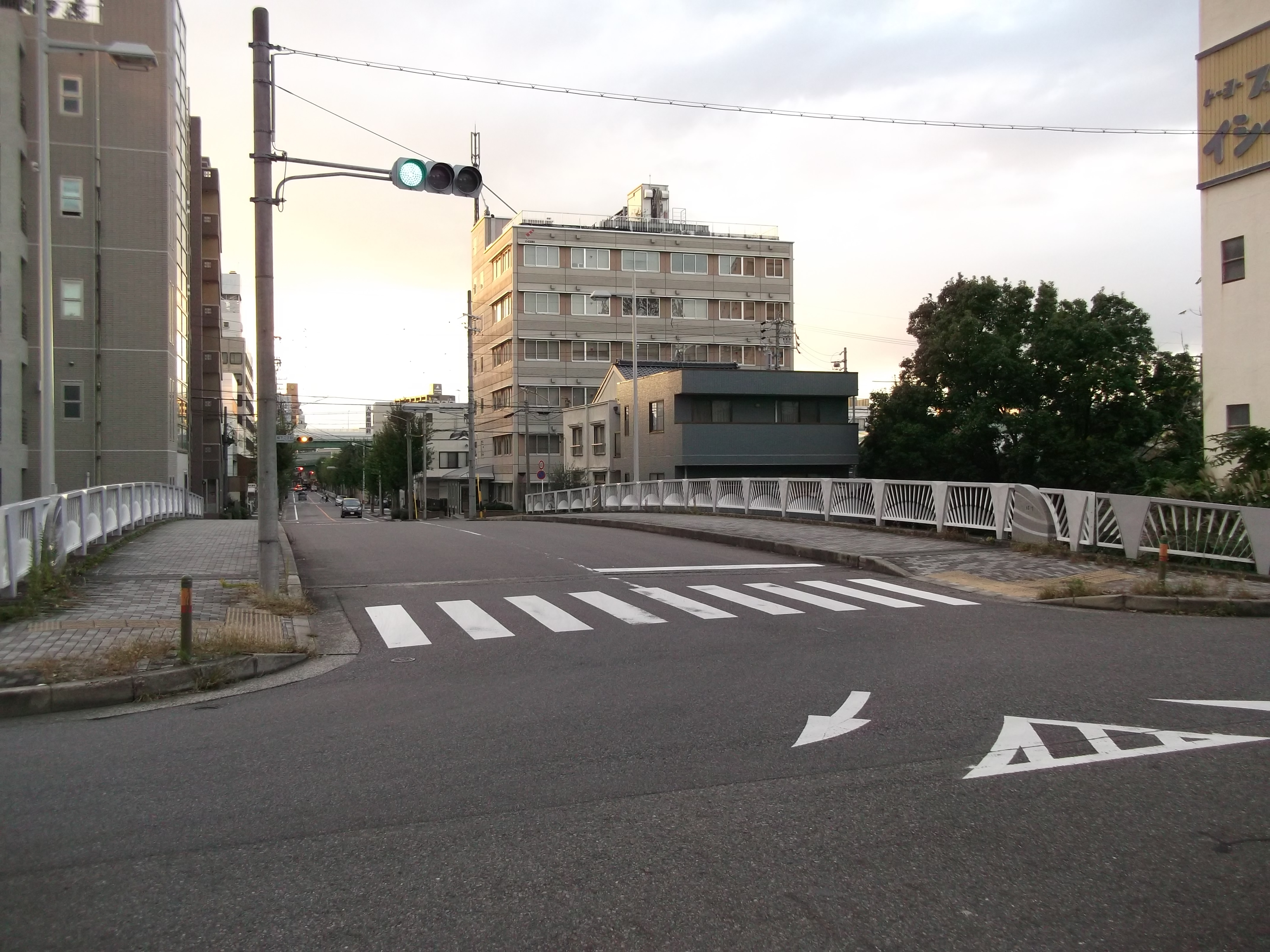
小塩橋（中区 - 西区）
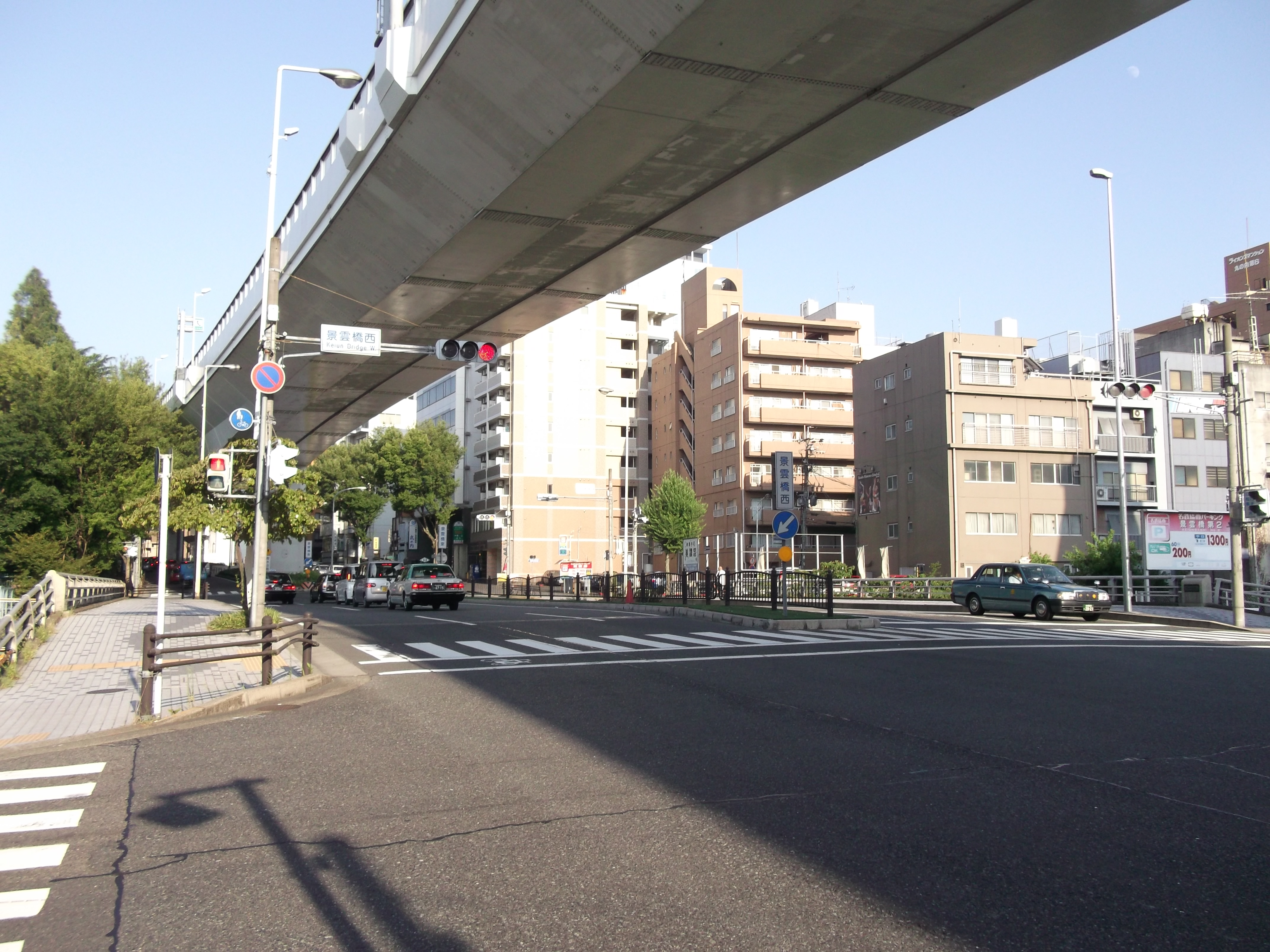
景雲橋（中区 - 西区）
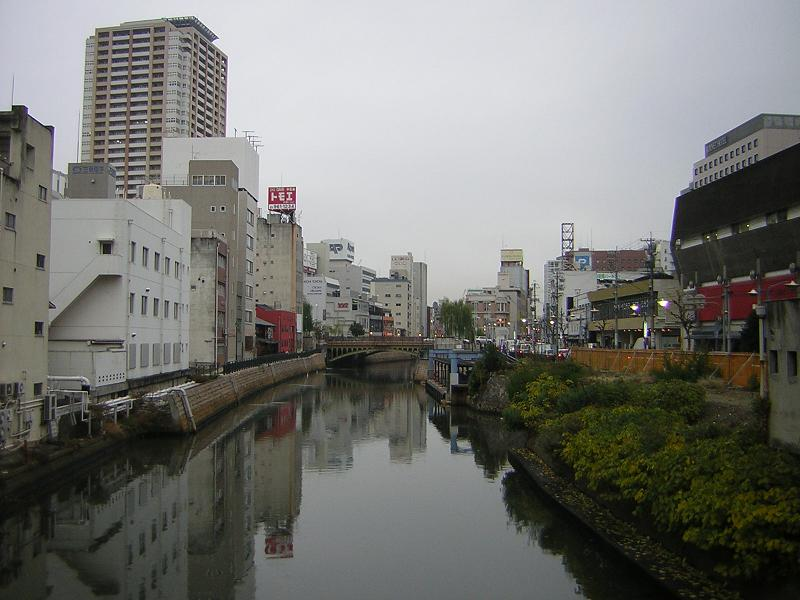
天王崎橋（中区 - 中村区）より上流方
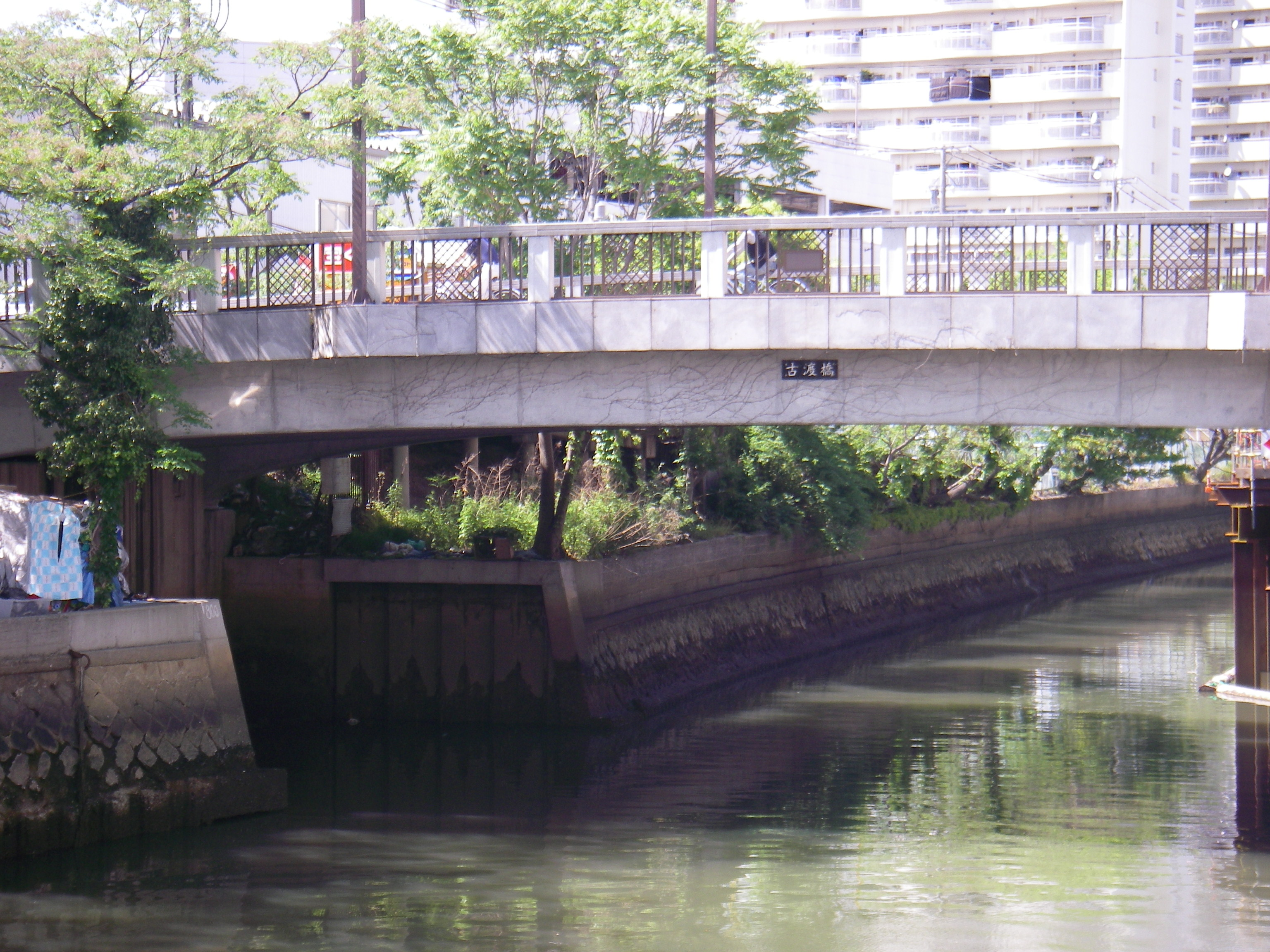
古渡橋（中区 - 中川区）堀川七橋の一つ。
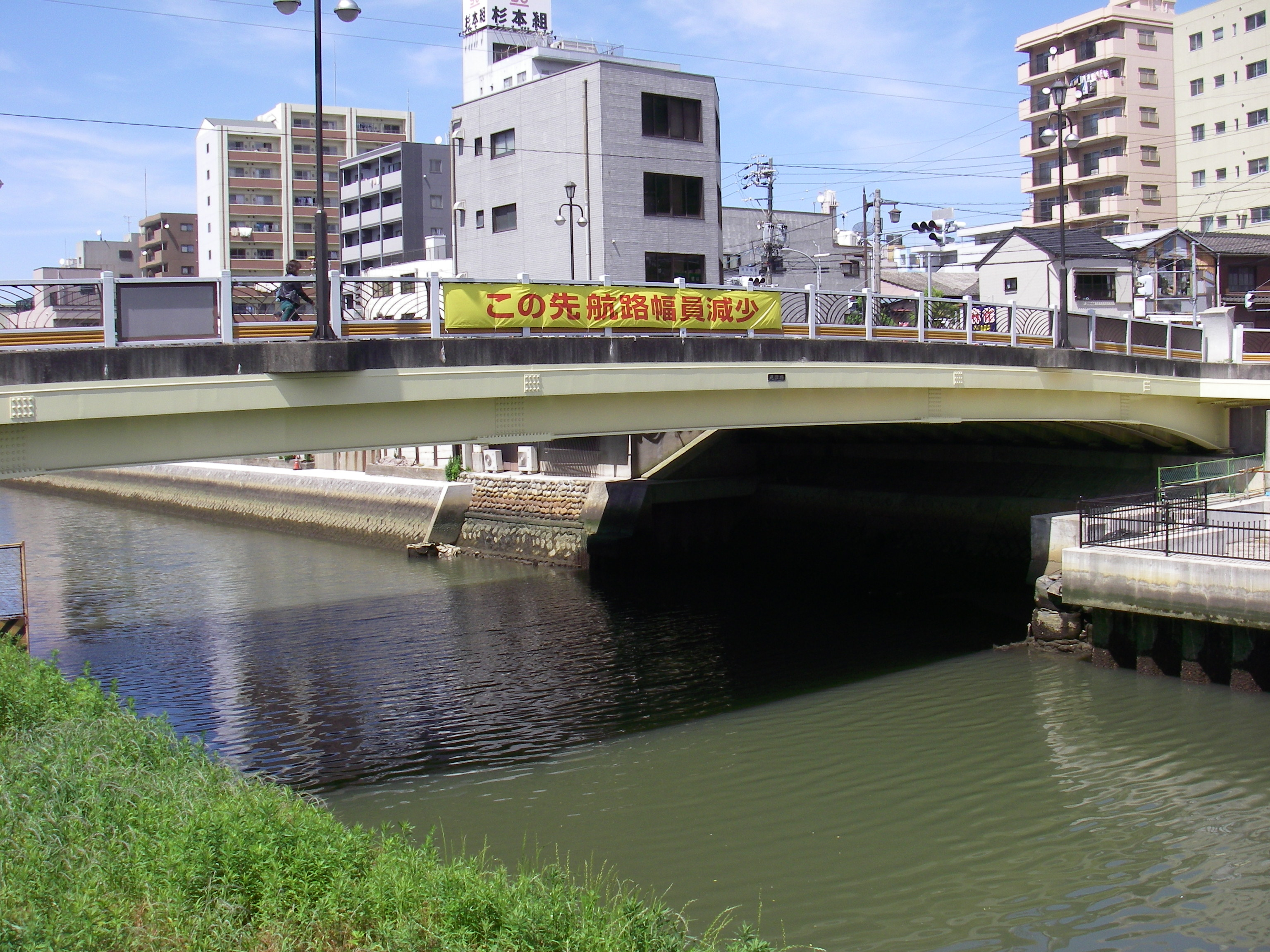
尾頭橋（中川区 - 中区・熱田区）堀川七橋の中で最も下流に位置する。
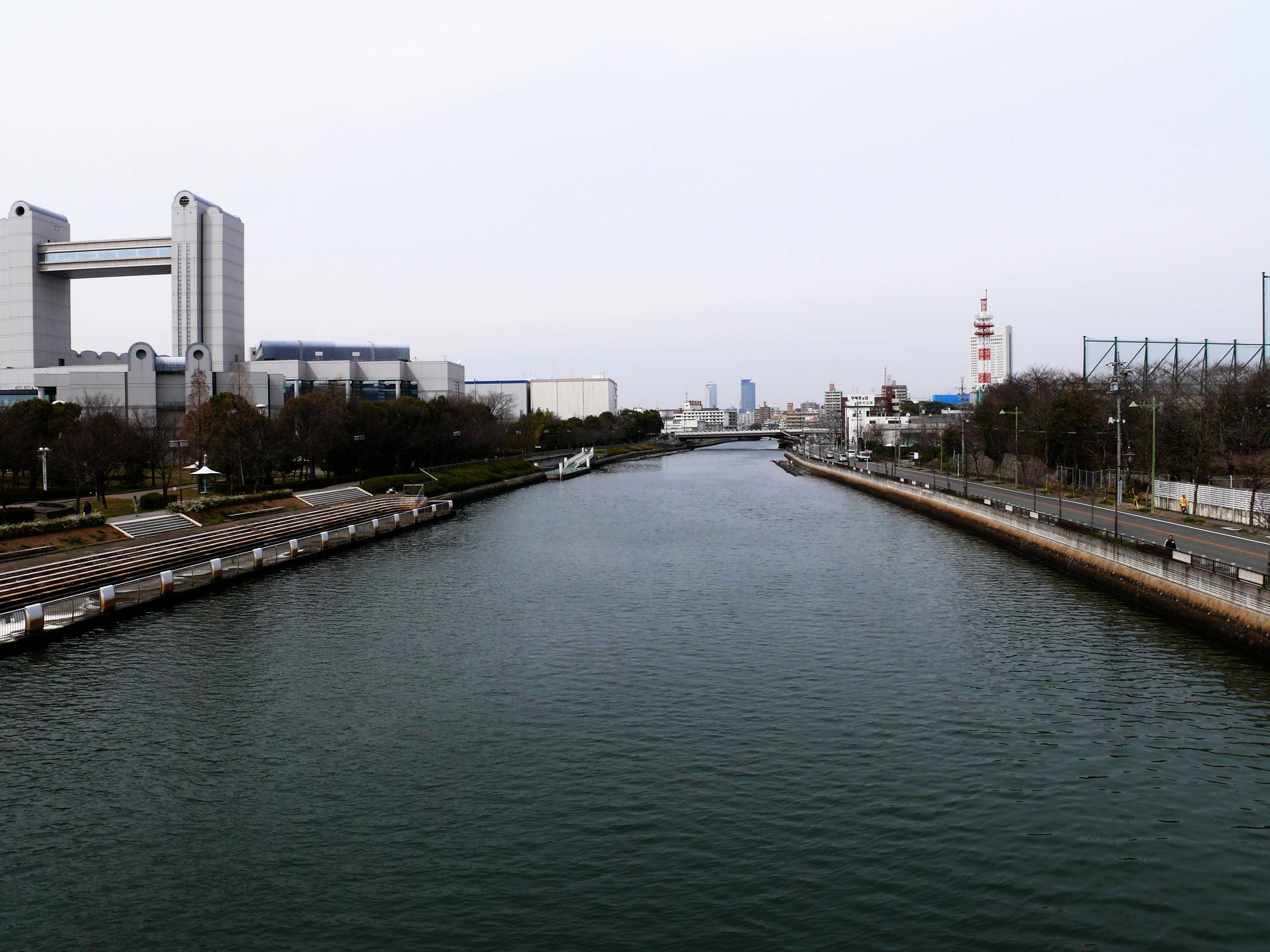
熱田記念橋（熱田区）より北を望む
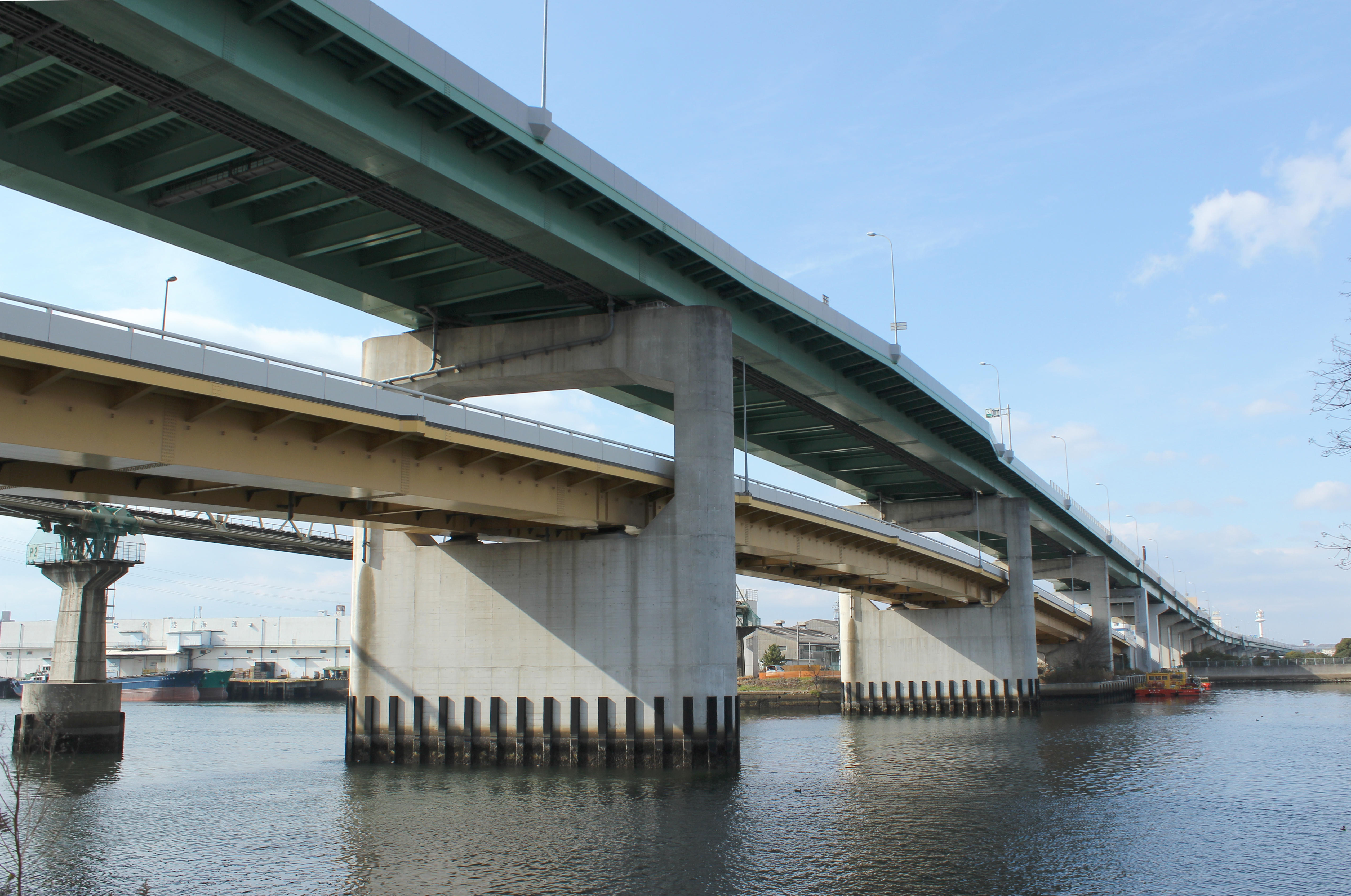
きらく橋（港区）。一般道と名古屋高速4号東海線の2層構造。
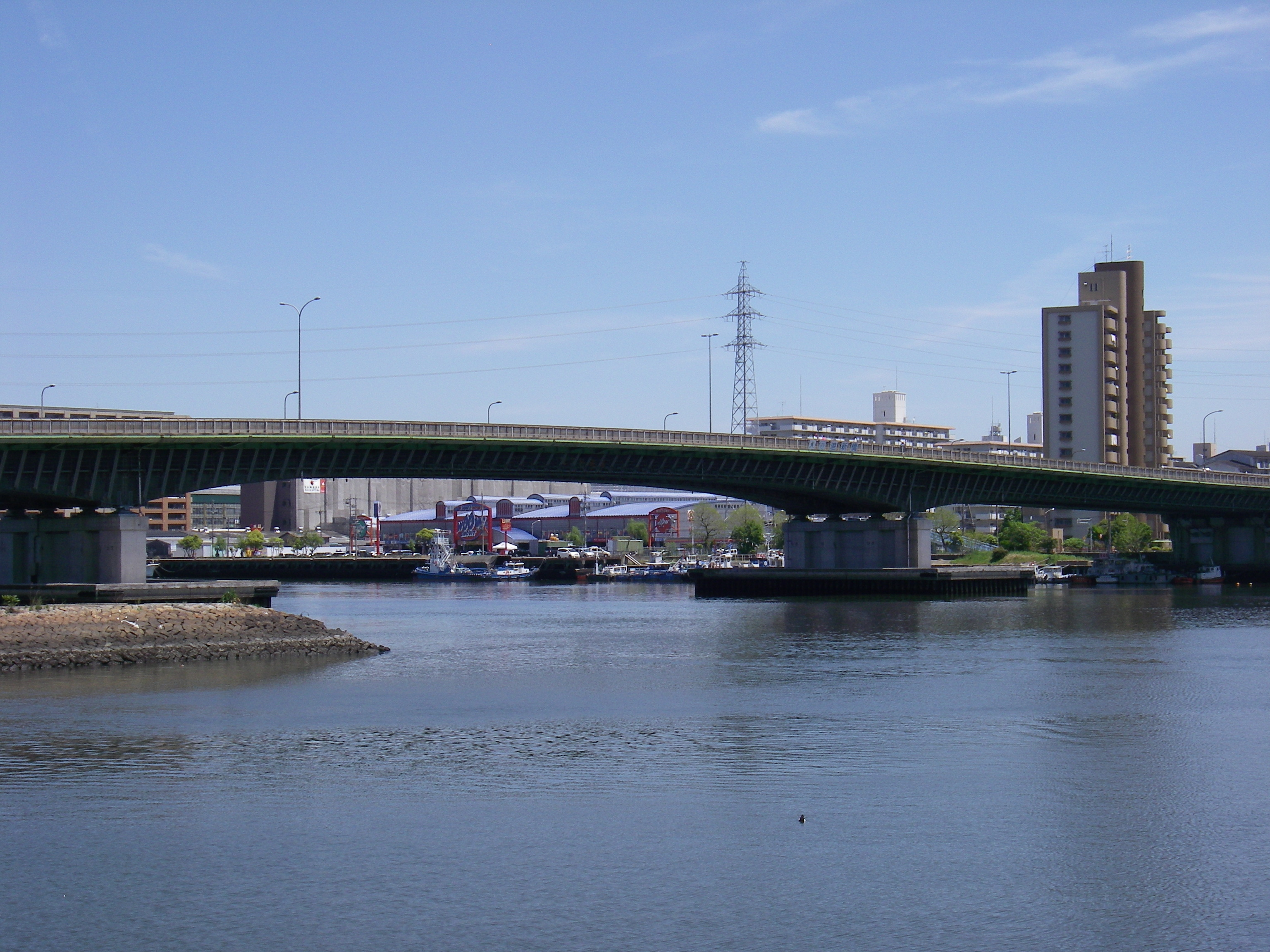
港新橋（港区）堀川の橋の中で最も下流に位置する。

## 関連施設

### 御用水跡街園

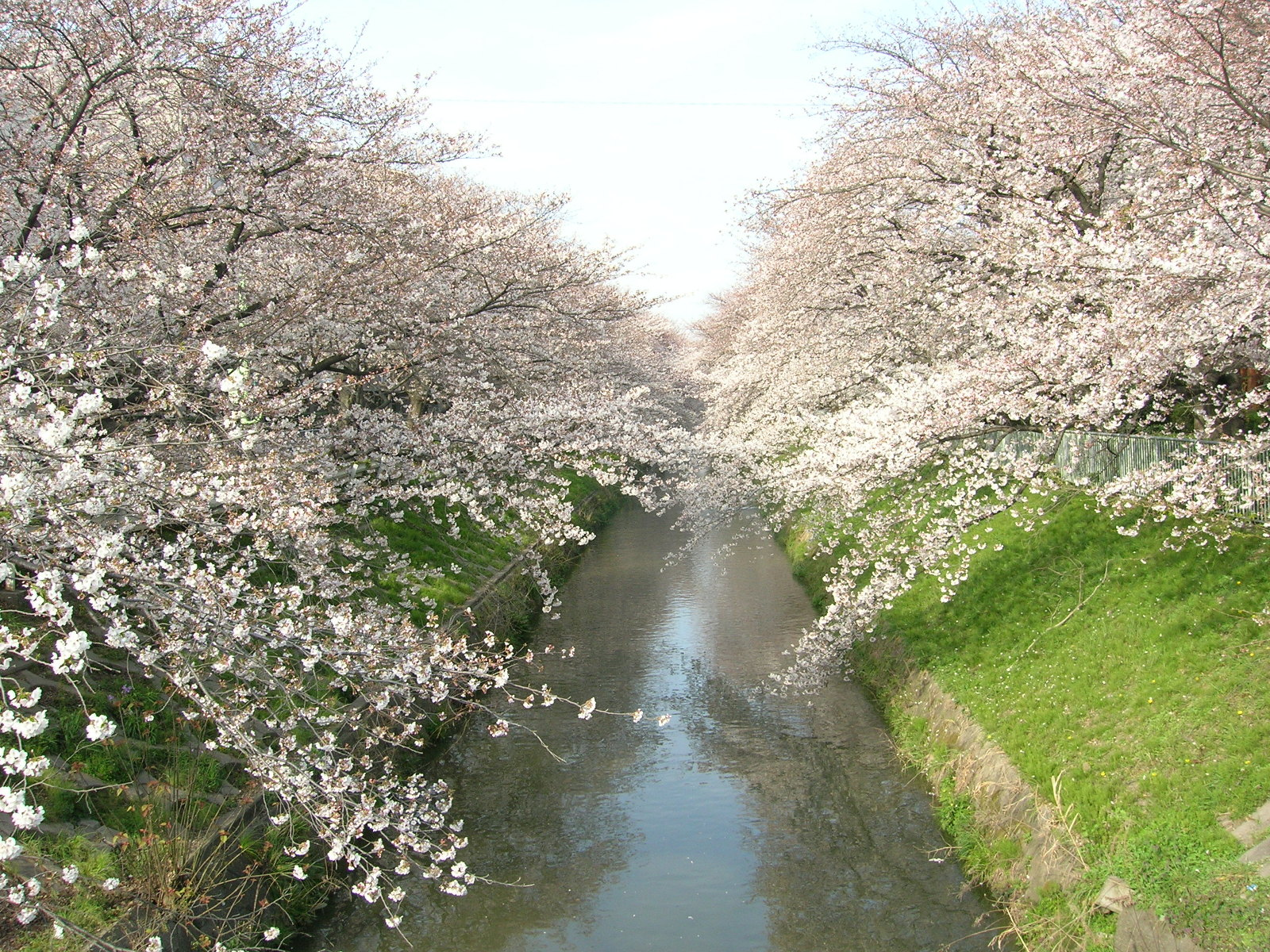
黒川（御用水跡街園・北区）

御用水跡街園（ごようすいあとがいえん）は、黒川と平行して流れていた御用水（名古屋城外堀への導水路）を埋め立てた後、その跡地の一部を街園として整備したものである。
名古屋市北区、夫婦橋から猿投橋までの堀川左岸にある、全長約1.6kmの遊歩道である。

### 名城水処理センター

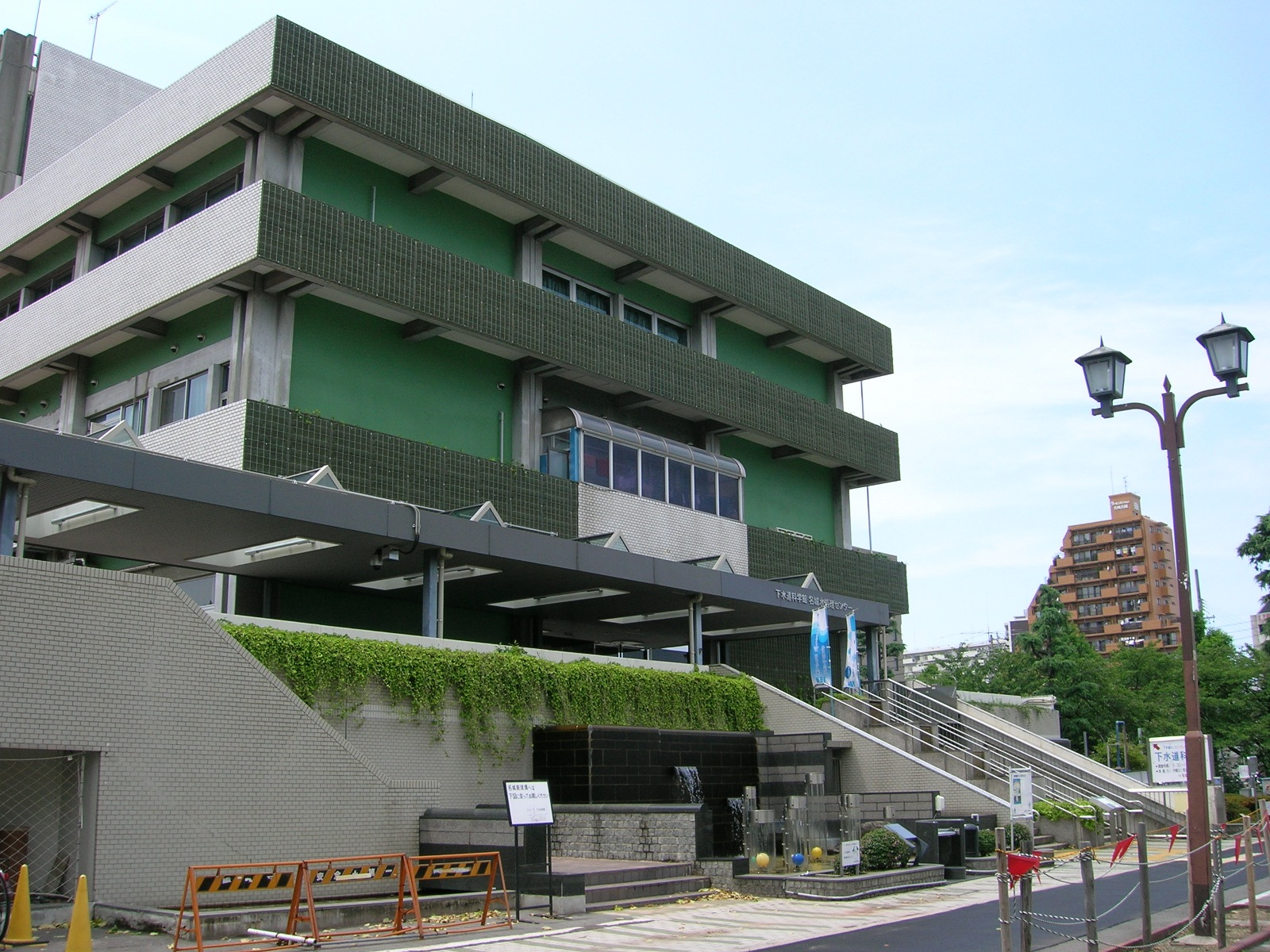
名城水処理センター

名城水処理センター（めいじょうみずしょり-）は、堀川左岸、城北橋のすぐ下流に位置する名古屋市の下水処理場。名古屋市北区名城にある。
1965年に完成（処理能力1日6万m3）、1973年には処理能力が1日10万m3に増強されている。堀川の主要水源の1つとして機能している。処理方式は標準活性汚泥法で処理担当区域は名古屋市千種区、東区、北区、中区の一部。
2013年度（平成25年度）における処理水の水質検査の結果では、BODの値が年間平均値で5.3mg/lとなっている。
名城公園に隣接していることもあり、処理施設は屋内に納められ、その上部はテニスコートとして利用されている。また下水道科学館も1989年7月から併設されている。
北緯35度11分31.6秒 東経136度54分10.3秒

### 白鳥貯木場

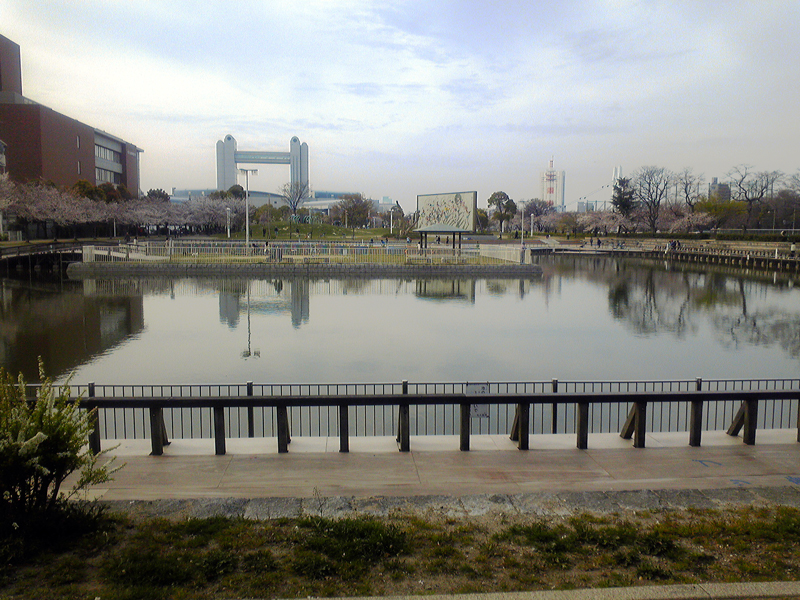
白鳥貯木場の太夫堀（白鳥公園内・熱田区）

白鳥貯木場（しろとりちょぼくじょう）は、堀川右岸、旗屋橋 - 白鳥橋間にかつて所在した貯木場。
福島正則が堀川開削時につくった資材置き場が、その後立地条件の良さから貯木場として発展していったという、名古屋開府時にその歴史を遡るものであった。
貯木場跡地は名古屋国際会議場や白鳥公園などとなっている。また、林野行政の拠点としての林野庁中部森林管理局名古屋事務所も、貯木場時代から継続して設置されている。

### 千年水処理センター

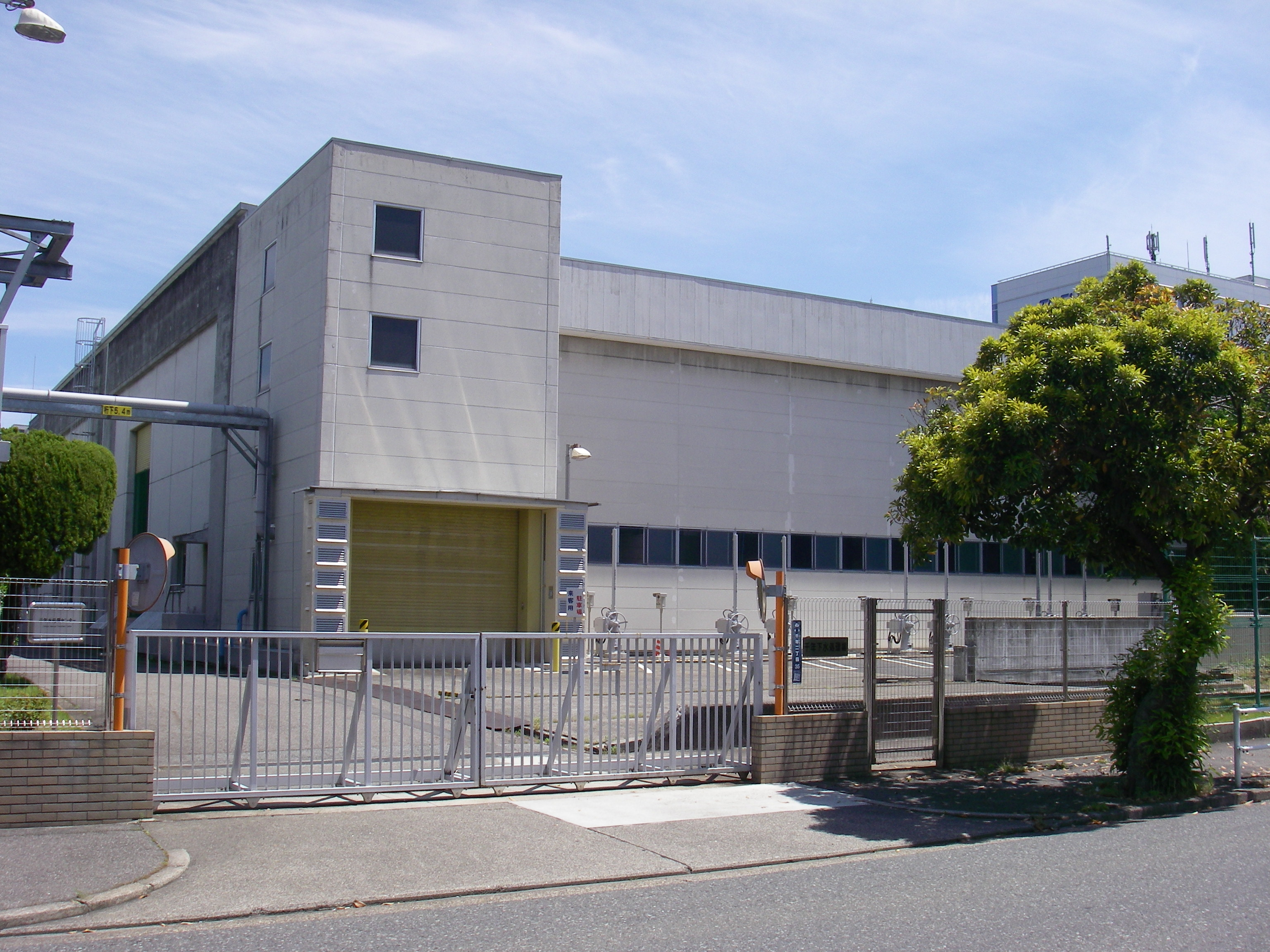
千年水処理センター

千年水処理センター（ちとせみずしょり-）は、堀川右岸、新堀川との合流地点の少し下流に位置する名古屋市の下水処理場。名古屋市熱田区千年にある。
1964年に完成（処理能力1日6万m3）、1970年には処理能力が1日10万m3に増強されている。堀川の主要水源の1つとして機能している。処理方式は全国的にも珍しい高速エアレーション沈でん法であり、処理担当区域は名古屋市熱田区、中川区、港区の一部。
2013年度（平成25年度）における処理水の水質検査の結果では、BODの値が年間平均値で4.3mg/lとなっている。なお、処理された水の一部は工業用水道の原水として再利用されている。
北緯35度6分44.2秒 東経136度53分58.5秒

### 堀川口防潮水門

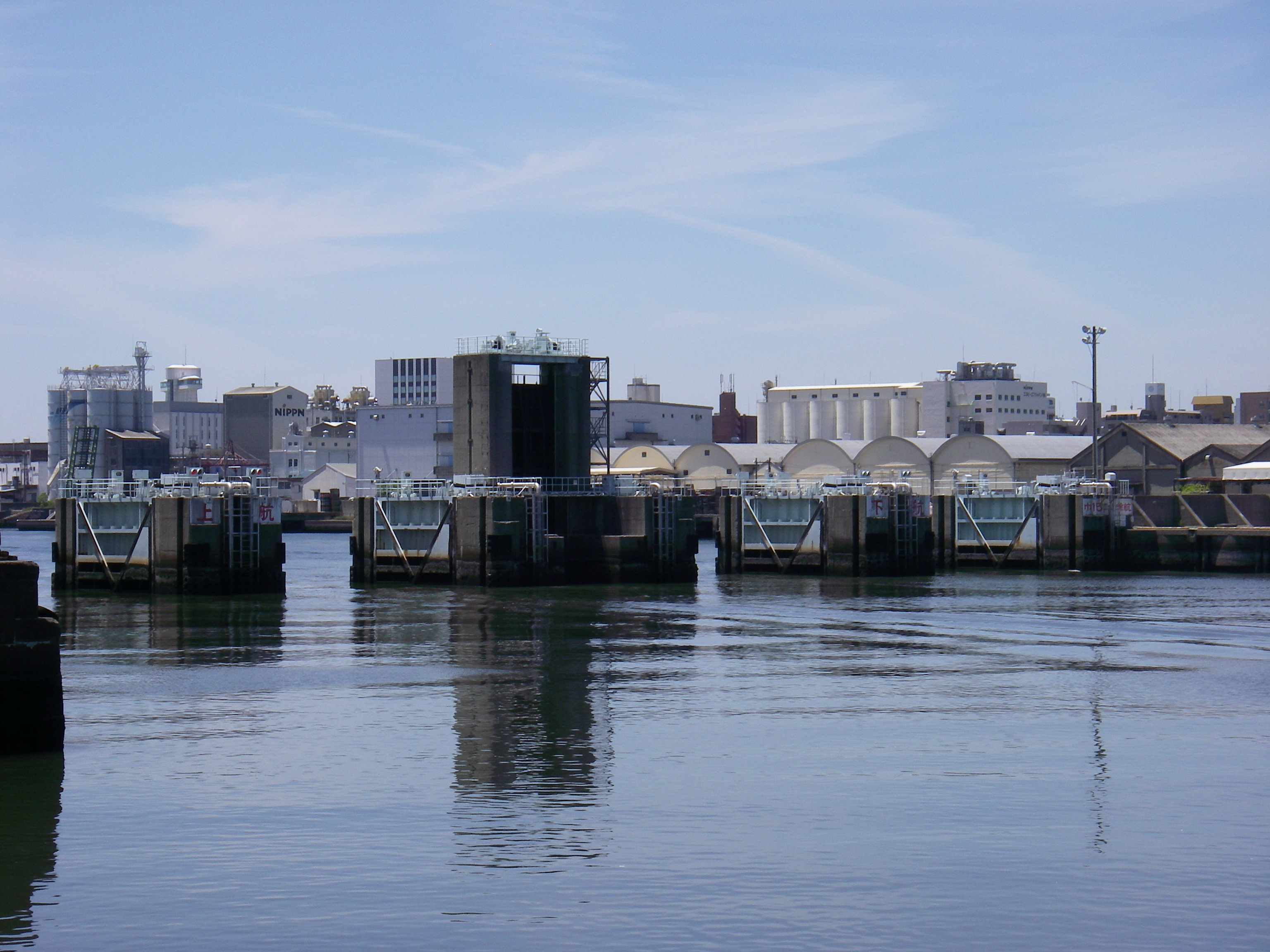
堀川口防潮水門

堀川口防潮水門（ほりかわぐちぼうちょうすいもん）は、堀川河口に建設された防潮水門。名古屋港管理組合により管理運営されている。名古屋市港区千鳥・東築地町にある。
伊勢湾台風（1959年）来襲時の高潮により堀川沿岸も甚大な被害を受けたことから、堀川の高潮対策として建設が決定され1964年8月に完成した。川岸に設置されたポンプ所と連動し、堀川の高潮対策を担っている。堀川沿岸は川岸まで建物が建てられていることが多く、川岸に防潮壁を新設することが難しいことから、河口部の防潮水門により被害をふせぐこととしたものである。
北緯35度5分46.5秒 東経136度53分30.7秒

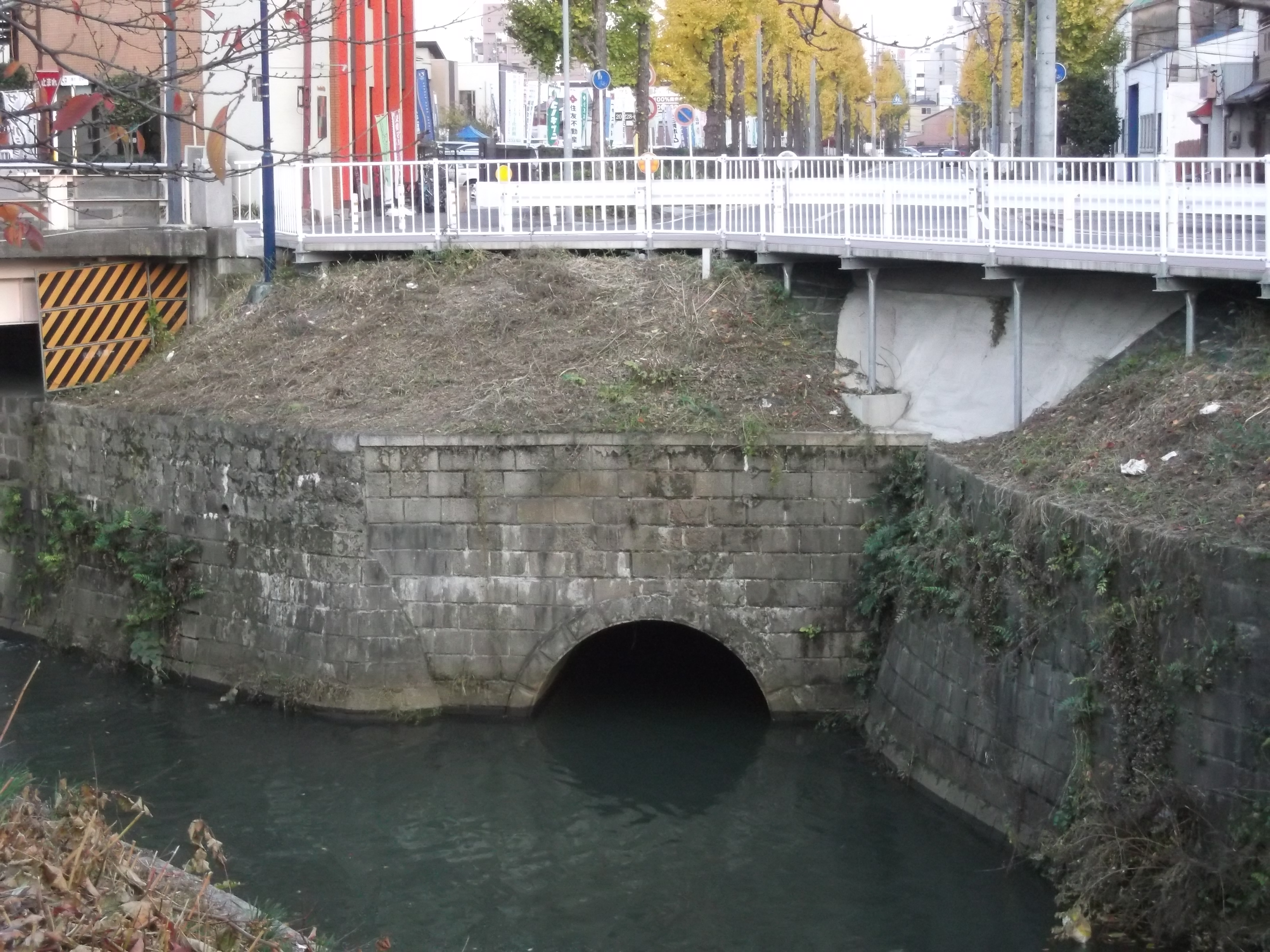
旧大幸川出口（北区）
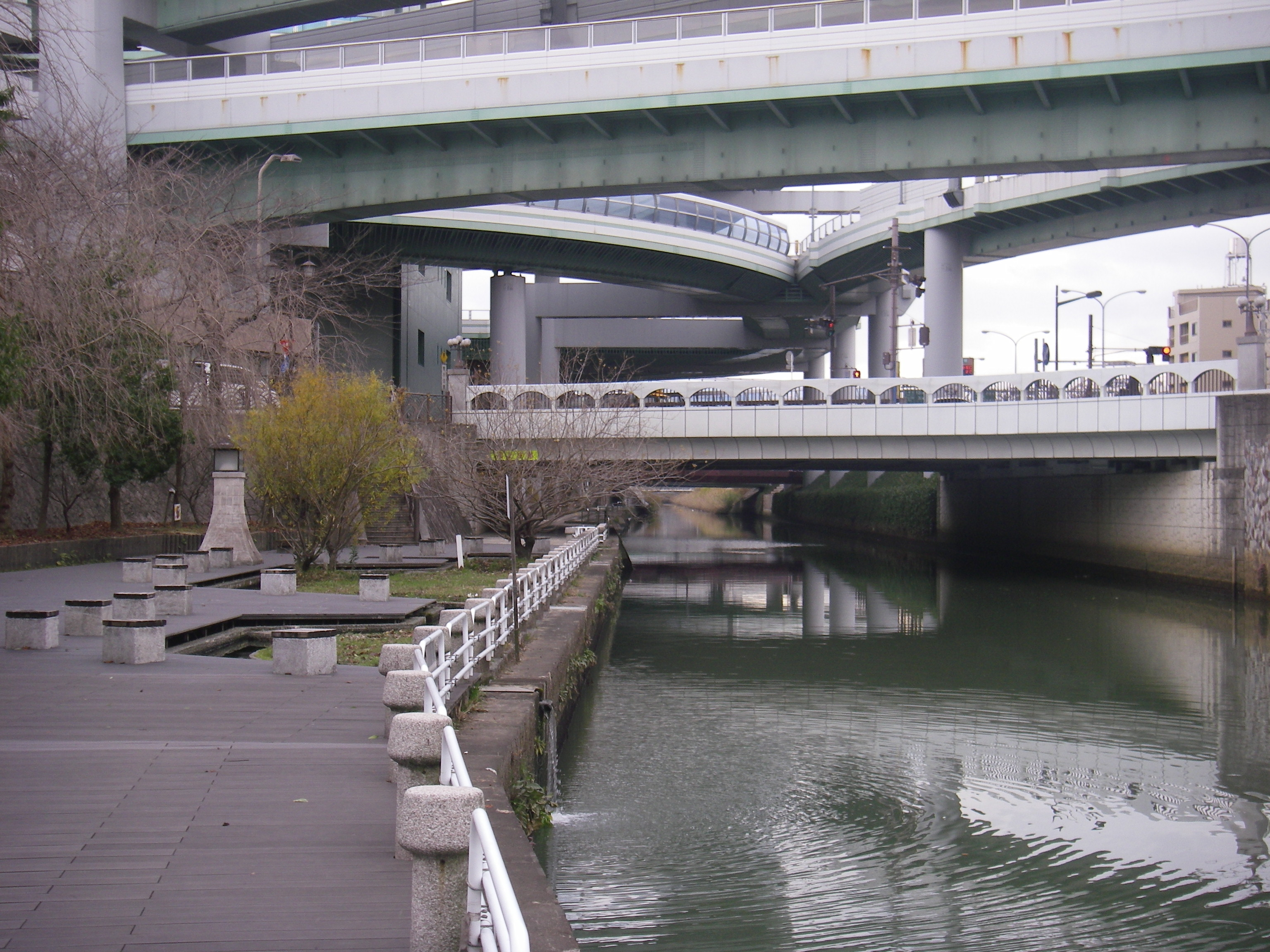
北清水親水広場（北区）
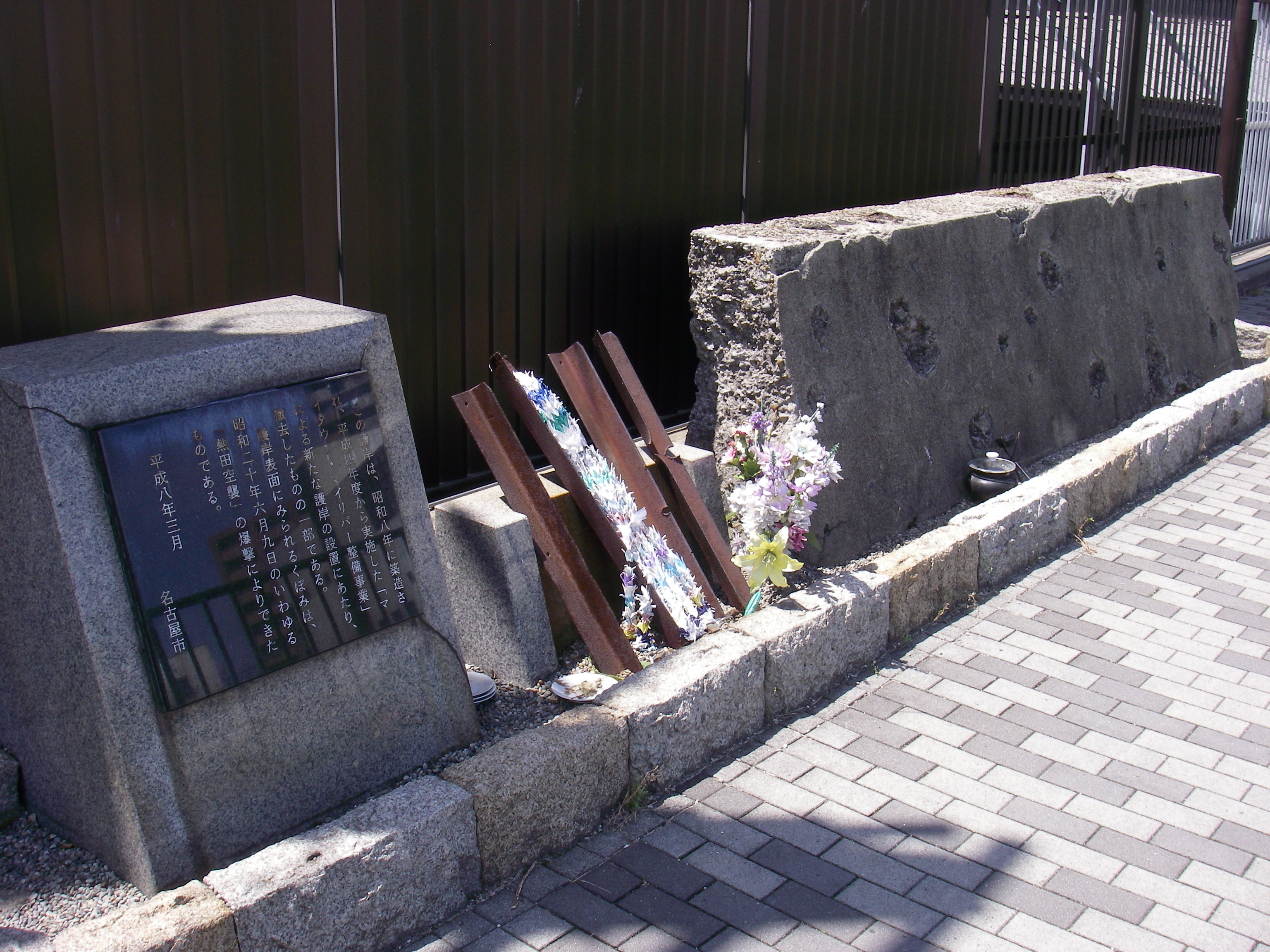
護岸改修工事により撤去・保存された旧護岸（熱田区）。旧護岸には1945年6月の熱田空襲の爆撃跡が残っている。
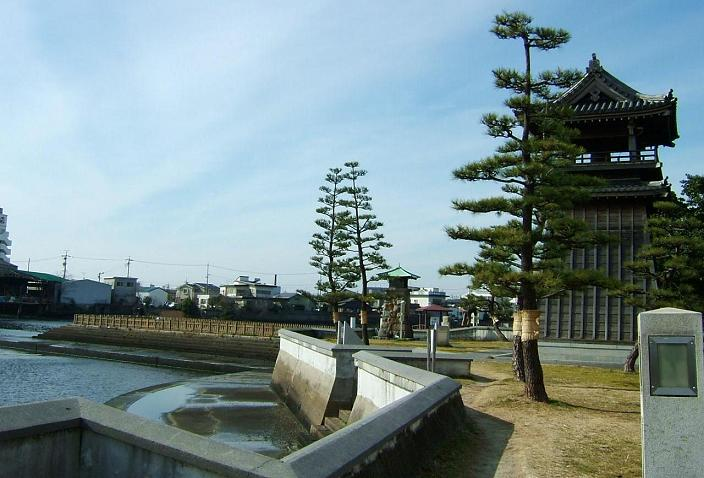
宮の渡し公園（熱田区）から堀川方向。公園内の常夜灯は名古屋市認定地域建造物資産に認定[WEB 24]。
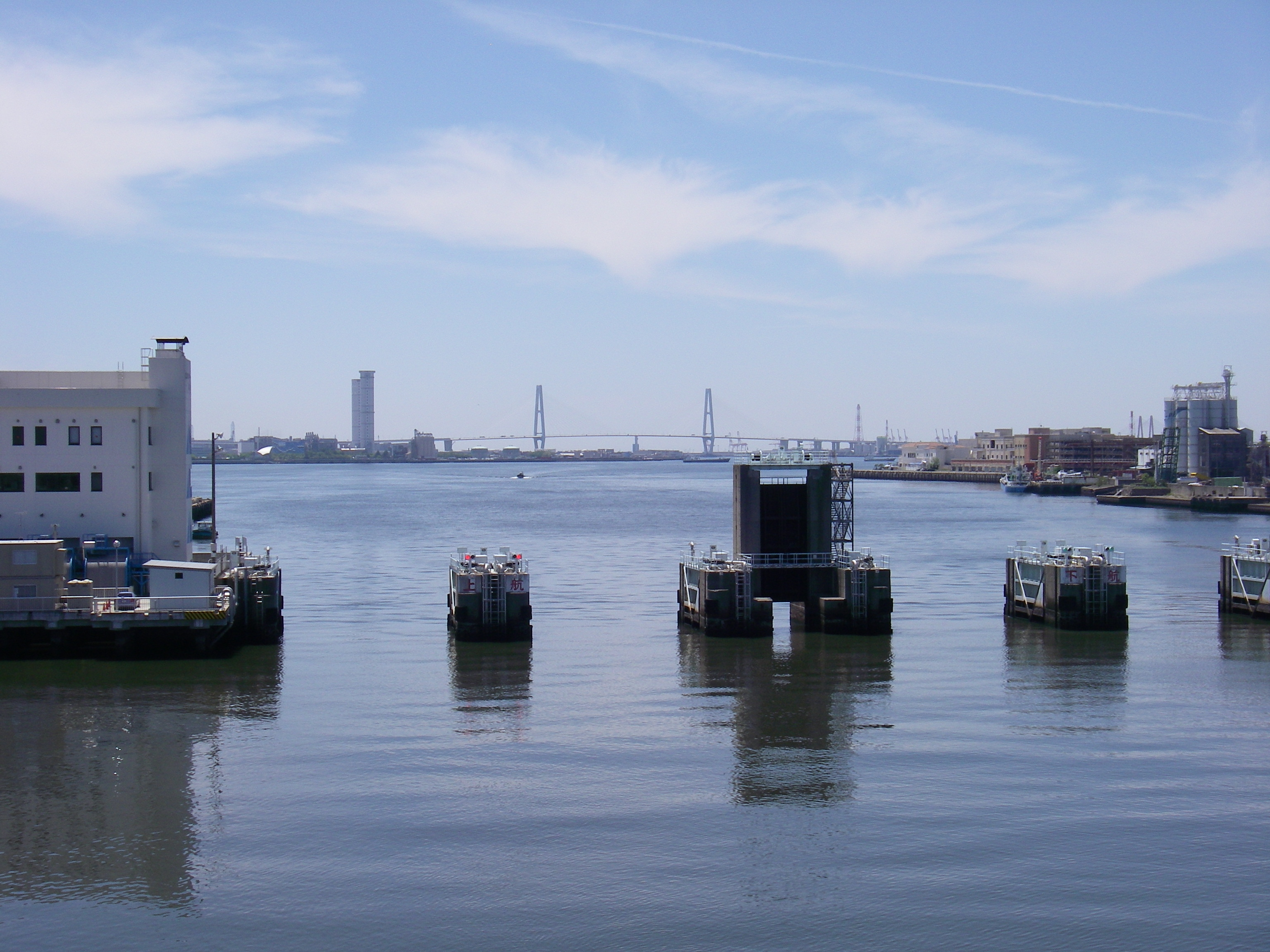
堀川河口（港区）港新橋上から堀川口防潮水門、名古屋港水面を経て遠方に名港トリトン（伊勢湾岸自動車道）。